# Kinderdijk
Kinderdijk (prononcé /ˌkɪndərˈdɛi̯k/) est un village néerlandais, rattaché à la commune de Molenlanden, au sein de la région naturelle de l'Alblasserwaard. Situé à environ 15 km à l'est de Rotterdam, le village se trouve dans un polder, au confluent de deux rivières, la Lek et la Noord. Au 1er janvier 2012, la population du village s'élevait à 830 habitants.
Dans cette région à hauts risques d'inondation, un système de digues de drainage des eaux est construit au XIIIe siècle et complété vers 1740 par l'édification de nombreux moulins à vent typiques de cette province de Hollande-Méridionale. Le groupe actuel, qui comprend dix-neuf moulins à vent, est à la fois le plus important et le mieux conservé des Pays-Bas.
Ces moulins à vent de Kinderdijk représentent un témoignage historique de l'ingénierie hydraulique du XVIIIe siècle et le site bénéficie d'un classement au patrimoine mondial de l'humanité par l'UNESCO, depuis 1997. Kinderdijk est l'un des sites touristiques les plus connus et fréquentés des Pays-Bas.
Les moulins de Kinderdijk sont situés dans la commune de Molenlanden, sauf un moulin (De Blokker) qui est situé dans la commune d'Alblasserdam.

## Étymologie et toponymie
Le toponyme du site, qui est composé des deux termes, « enfant » (kinder) et « digue »(dijk), aurait pour origine une légende qui remonte à l'inondation de la Sainte-Élisabeth en 1421, lors de laquelle la mer a entièrement englouti une soixantaine de villages et la ville de Dordrecht,.
Cette légende rapporte qu’un chat aurait réussi à maintenir en équilibre un bébé dans son berceau. La digue sur laquelle le berceau se serait échoué a été nommée Kinderdijk, la digue de l’enfant,.

## Géographie

### Situation
| - OpenStreetMap Géolocalisation du village et des localités limitrophes. - Vue aérienne de Kinderdijk (entre 1920 et 1940). |

Kinderdijk est établi sur la commune de Molenlanden au sein de la région naturelle de l'Alblasserwaard, en province de Hollande-Méridionale, aux Pays-Bas. Le territoire de Kinderdjk se développe sur une superficie totale de 96 ha, dont 39 sont occupés par des étendues d'eau.
Le territoire du village est délimité par Nieuw-Lekkerland, à l'est ; par Kooiwijk, au sud-est ; par le centre-bourg d'Alblasserdam, au sud ; par Ridderkerk, au sud-ouest ; par Slikkerveer, à l'ouest ; par Krimpen aan de Lek, au nord ; et par Lekkerkerk, au nord-est.
|             | Krimpen aan de Lek | Lekkerkerk       |
| Slikkerveer | Kinderdijk         | Nieuw-Lekkerland |
| Ridderkerk  | Alblasserdam       | Kooiwijk         |

### Hydrologie

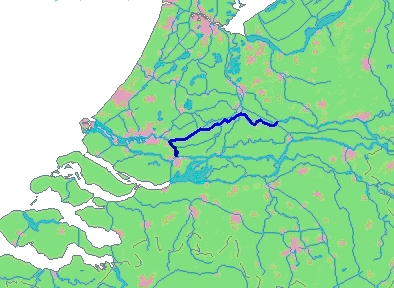
Le bassin de la Lek et du Noord.

Le territoire du site est arrosé par deux rivières, le Lek, en rive droite et le Noord, en rive gauche. Le Lek, d'une longueur totale de 62 km, possède un lit mineur dont la largeur est comprise entre 180 et 330 m. Son niveau moyen est estimé à −5,30 m par rapport au niveau de référence 0 de la mer, le référentiel NAP. Localement, à la station hydrologique de Krimpen aan de Lek (faubourg de la commune de Krimpenerwaard), au nord de Kinderdijk, la hauteur du Lek atteint −5 m. En outre, le débit moyen de la rivière est observé à 16 m3/s à l'extrémité nord-ouest du site, au point de confluence de ses eaux avec celles du Noord.
Le Noord, dont la longueur se développe sur 8,6 km possède une largeur variant entre 174 et 345 m et un niveau d'eau évoluant entre −10 et −4,80 m par rapport au référentiel NAP.
Kinderdijk est également irrigué par deux canaux, le Achterwaterschap, un canal qui se développe sur un axe est/ouest, et, plus au sud, le Niew Waterschap van Nederwaard, observant le même tracé. L'étroite bande de terre formée par le polder de Bloweerse délimite ces deux canaux.
Deux lacs complètent le réseau hydrographique de Kinderdijk, le lac Hoge Boezem van de Overwaard, dans la partie centre-est du territoire, et le lac Hoge Boezem van Nederwaard, établi dans la partie sud-ouest,.

Réseau hydrographique de Kinderdijk
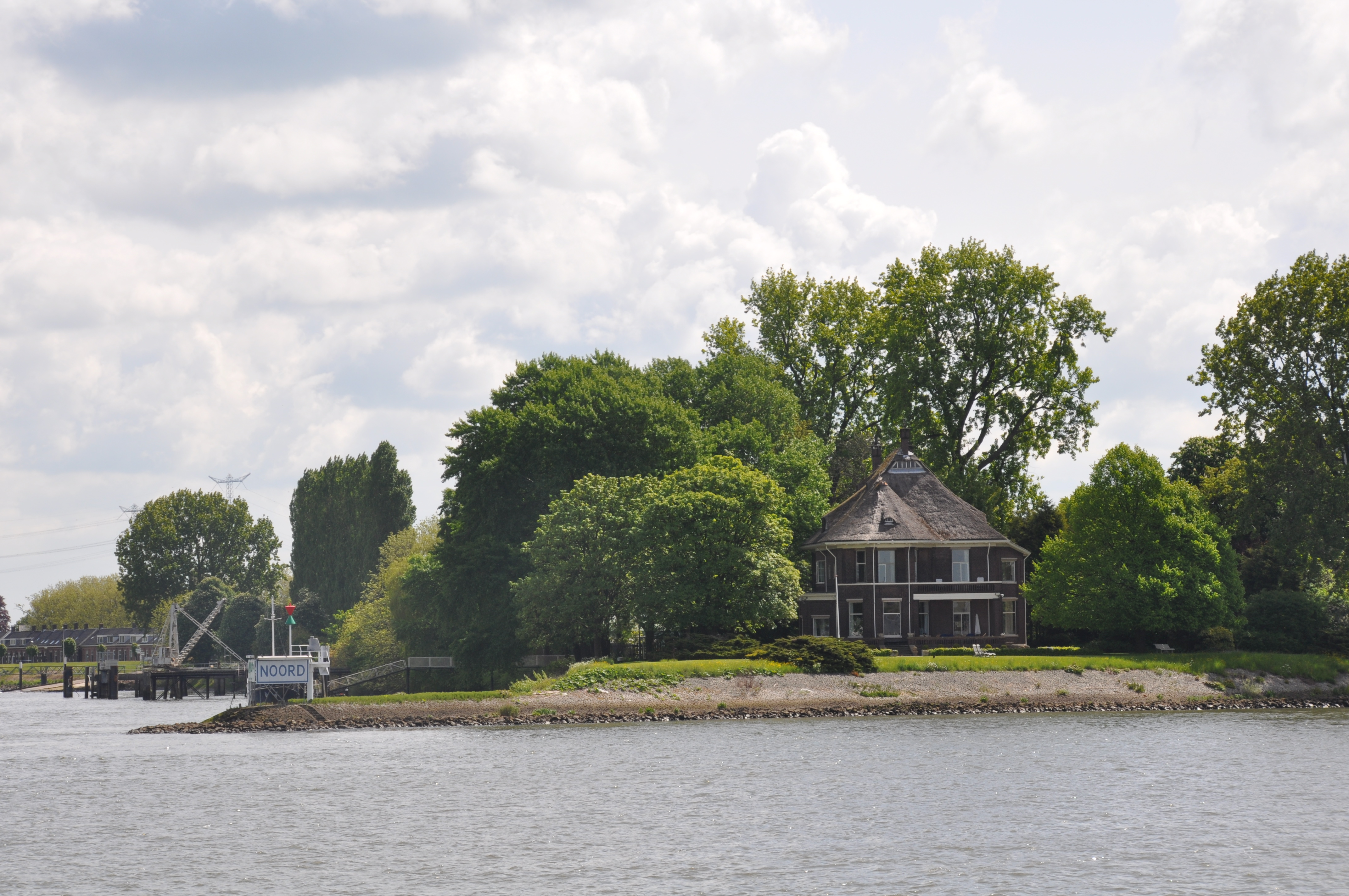
Confluence des eaux du Noord et du Lek à la pointe nord-ouest de Kinderdijk.
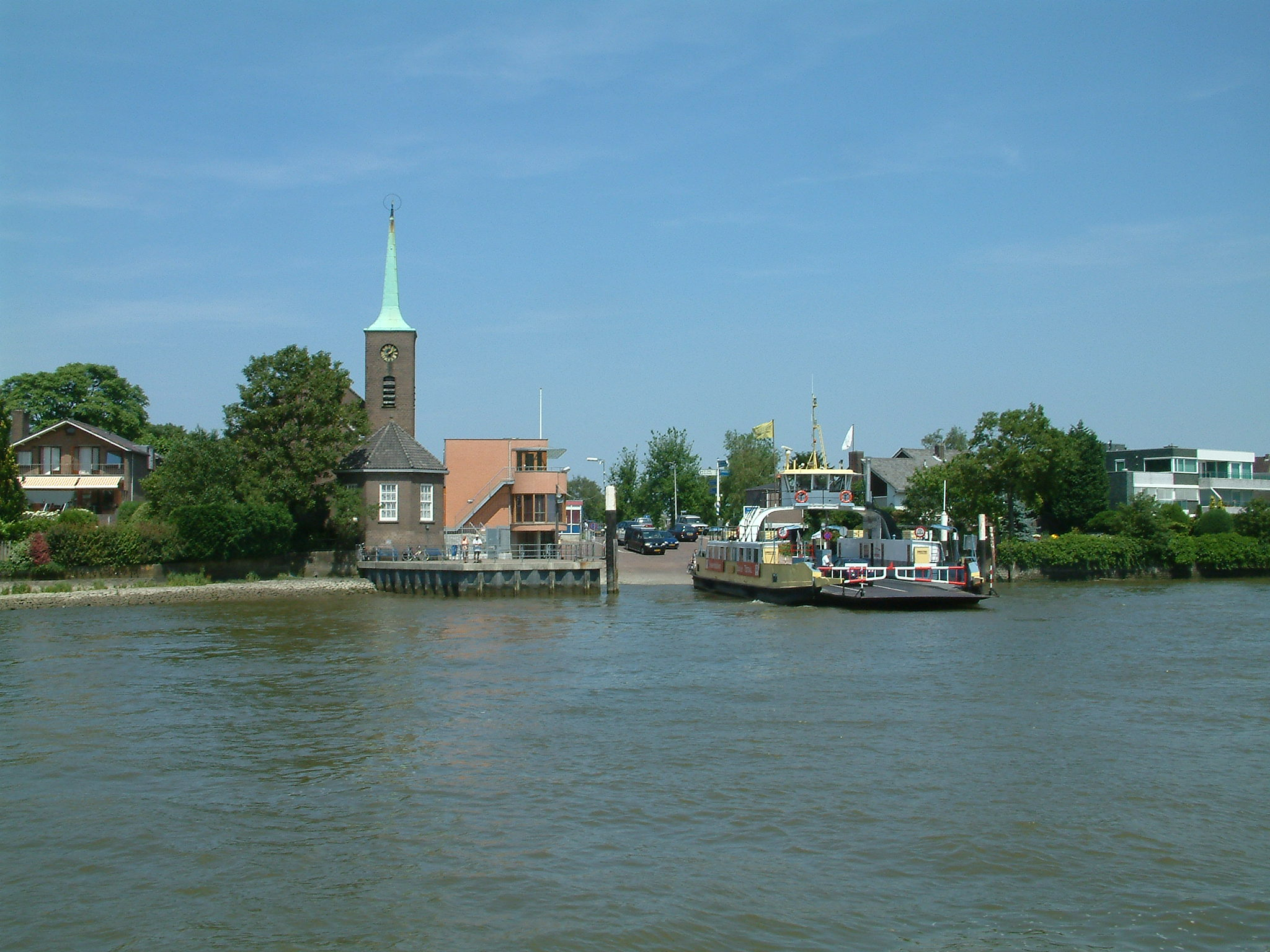
Le Lek au niveau de Kinderdijk.
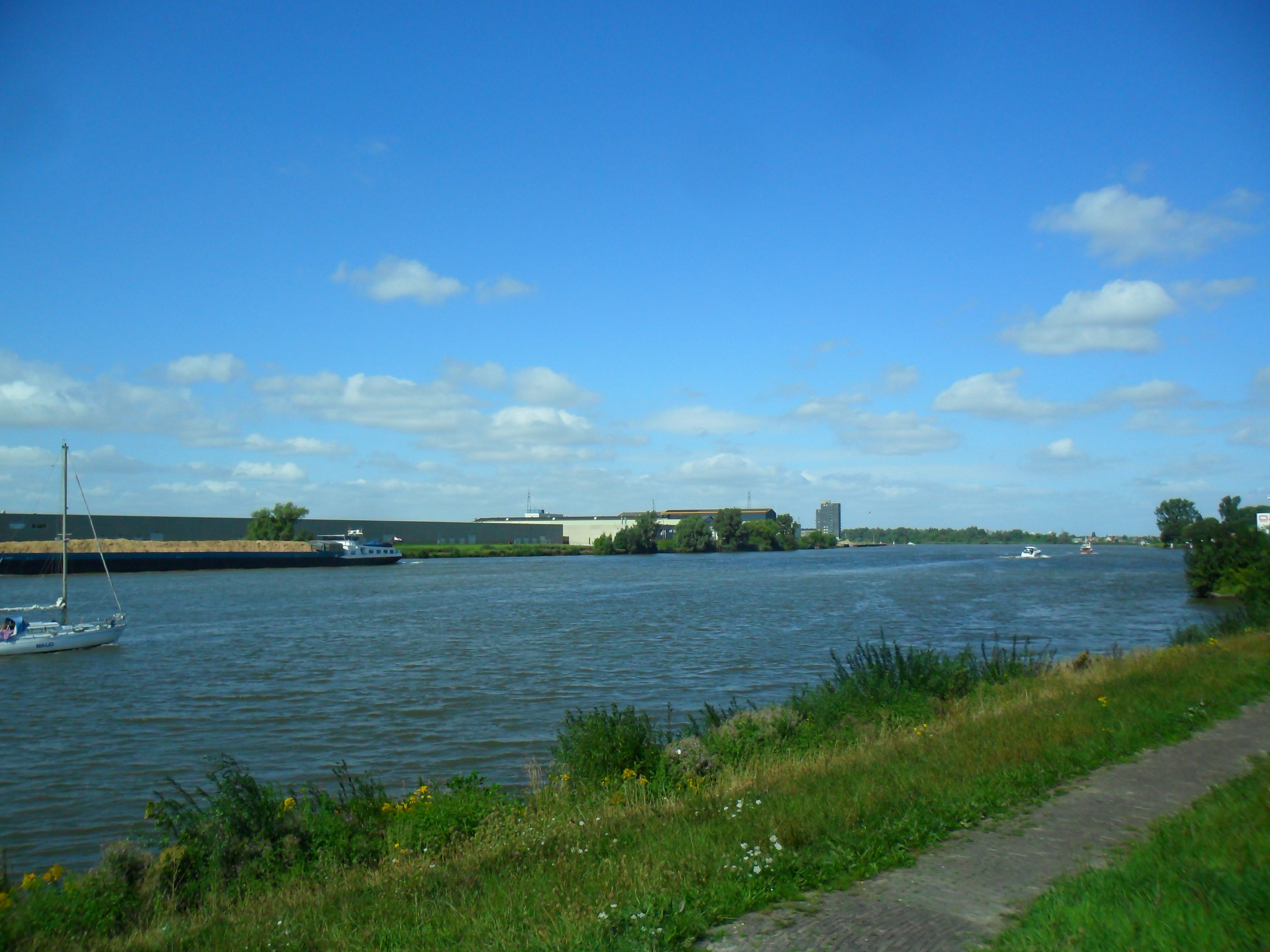
Le Noord et les rives sud de Kinderdijk.
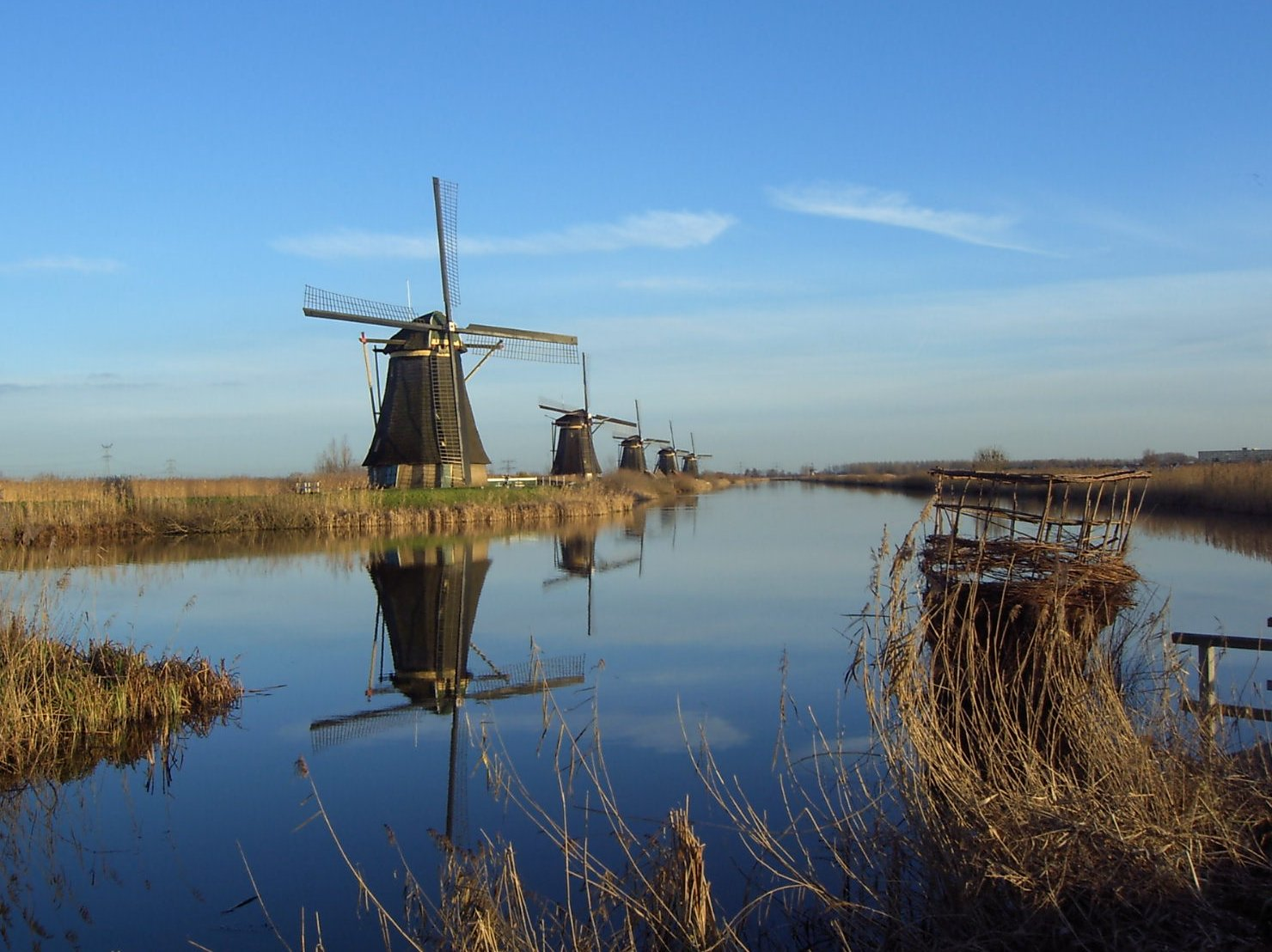
Moulins bordant un canal.

### Géologie

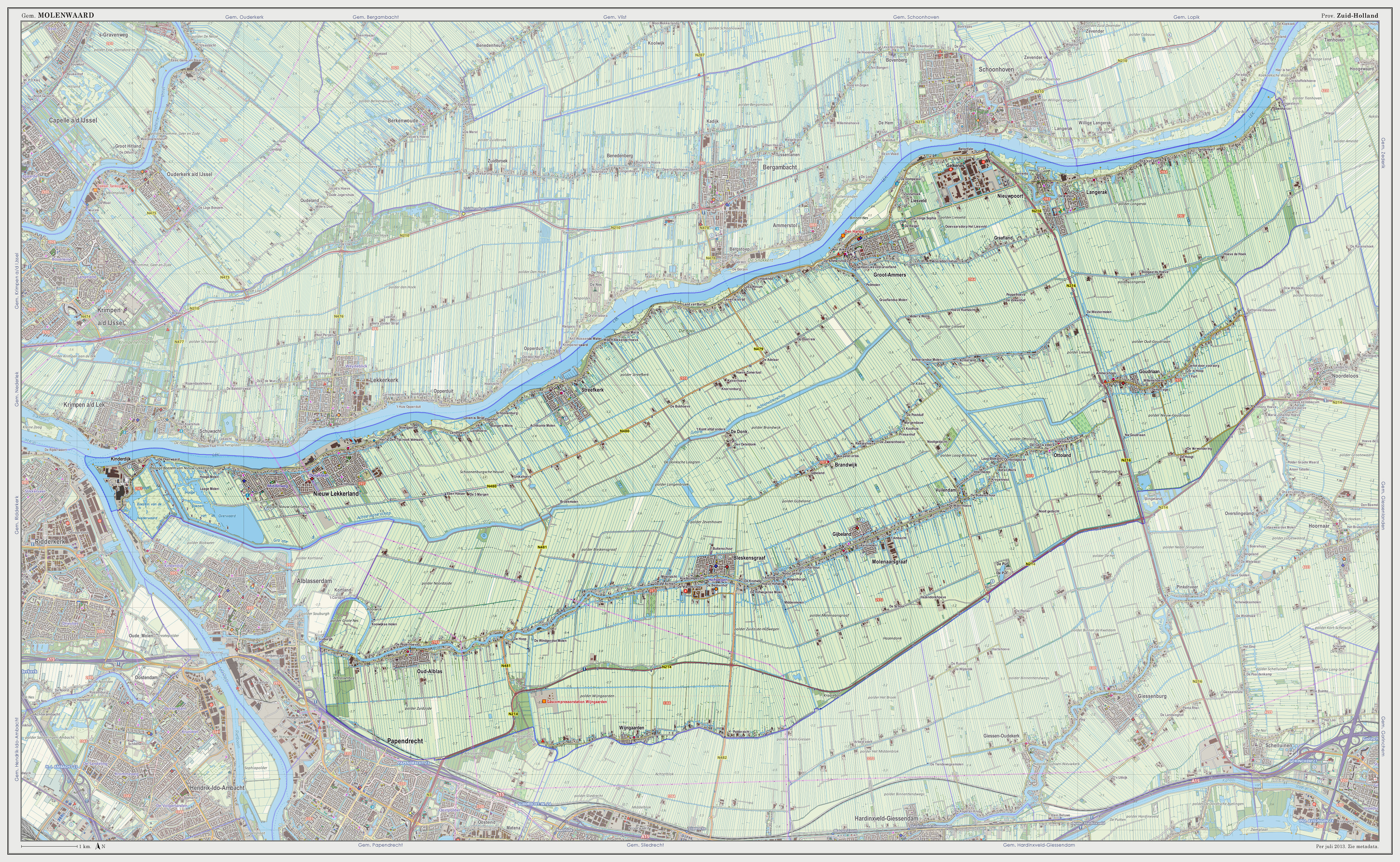
Carte topographique de Kinderdijk et de son environnement.

L'ensemble de la région de l'Ablasserweerd repose sur un socle formé au cours de l'Holocène. À la fin de la dernière période glaciaire, aux environs de 10 000 av. J.-C., la glace couvrant l'Europe commence à fondre, amenant beaucoup de sable qui se dépose à l'ouest des Pays-Bas. Le vent transforme ce sable en dunes qui forment une protection naturelle contre la mer. Les grandes rivières creusent leur lit dans le sable, vers la mer. Le sable est un sol fertile et de nombreuses espèces végétales se développent, créant de la tourbe. La région d'Ablasserwaard est une de ces régions où se développe la tourbe sur des milliers d'années. Des dunes naturelles sculptent le paysage. Ces dunes du Pléistocène forment des endroits élevés de 14 m de haut appelés « donken » en néerlandais : les tertres sablonneux du Pléistocène.
Avant le Xe siècle, l'eau des marécages s'évacuait naturellement et l'eau de pluie s'écoulait par le biais des ruisseaux à travers des tourbières, pour rejoindre la mer via les grandes rivières autour de l'Alblasserwaard et du Vijfheerenlanden. Mais l'extraction de l'eau a pour conséquence un affaissement progressif des sols.

## Histoire

### Vie sur lesdunken(préhistoire-Xesiècle)
Les « dunken » (tertres) sont les seuls endroits où les humains peuvent établir leurs habitations avant le Xe siècle. Peu d'habitants occupent la région d'Alblasserwaard avant cette époque, car les grandes rivières qui l'entourent et qui font partie de la région du grand delta du Rhin et de la Meuse, provoquent de fréquentes inondations des terrains. Ces rivières sont influencées par les marées. Leurs crues sont imprévisibles. De plus, la région est pluvieuse. Seuls quelques pêcheurs et chasseurs semblent s'être établis dans cette région difficilement habitable : ils ne sont pas nombreux et ne restent pas longtemps.

### Canaux et digues au Moyen Âge
La région de Kinderdijk commence à être habitée de manière durable à partir des Xe et XIe siècles. L'installation de villages et villes nécessite de récupérer les espaces régulièrement inondés puis de les protéger, afin de construire des habitations, des fermes et des champs cultivables.
Les premiers longs canaux de drainage dans l’Alblasserwaard datent du XIe siècle. Cent ans plus tard, une digue entourait déjà la quasi-totalité de la région et les bassins des deux rivières qui traversent l’Alblasserwaard, l’Alblas et le Giessen, étaient aménagés. Ils sont devenus respectivement les districts du Nederwaard (la basse terre) et du Overwaard (la haute terre). En 1270, l'assèchement du territoire du Alblasserwaard est terminé, et ses terres peuvent être utilisées.

### Mise en place d'une administration démocratique des digues (1277)
L'année 1277 marque une date importante dans l'administration des eaux du Ablasserwaard. Le comte Florent V (Floris de Vijfde), surnommé le « dieu des paysans », prend l'initiative de construire un système de contrôle des digues centralisé. Le 31 mars 1277, Florent V accorde la construction d'une vaste extension de la digue en faveur de l'Ablasserwaard. C'est probablement à cette occasion que le comte de Hollande créa l’administration des eaux et polders de ce district, organisme chargé de l’entretien des digues,. Il transfère ainsi la responsabilité de la supervision des digues (auparavant laissée aux propriétaires locaux) à un officier d'État qui exerce une fonction de surintendant des digues, le dijkgraaf, et à un collège de treize conseils de polders. Ainsi naît le conseil du polder Alblasserwaard. Les trois conseils des eaux fondés à cette date, Alblasserwaard, Overwaard et Nederwaard, sont ensuite rassemblés pour former un office des eaux. Ces conseils, dont les membres sont élus démocratiquement, selon un système toujours en place au XXIe siècle, sont constitués d'habitants du site.
Les eaux de la région sont déversées au point nord-ouest, qui est Kinderdijk. Les premières écluses sont mises en place, ce qui constitue la première avancée technologique du site : Elshoutsluizen ou écluses de l'Elshout.
Malgré ces améliorations, les risques d'inondations restent importants et nécessitent des mesures spécifiques. Les canaux de l'Alblas et Giessen drainent l'eau dans les rivières Noord et Merwede, respectivement. Dans les situations où le niveau de ces rivières est haut, l'eau peut changer son cours et remonter l'Alblas et le Giessen, menaçant alors le bassin de l'Alblasserwaard. Le point le plus bas de la zone est le Lek : la rivière est située dans la partie la plus occidentale et la plus proche de la mer. Ce point de drainage est nommé le Elshout. En 1365, avec l'autorisation du duc Albrecht de Bavière (alors comte de Hollande), des canaux, associés à des bassins sont aménagés à l'endroit le plus bas de l'Alblasserwaard et de l'Overwaard : le Elshout,. Les habitants de la partie ouest demandent à ce qu'un système similaire soit mis en place sur leur secteur. En 1369, la partie ouest se dote du même système, avec un canal parallèle au premier, et une partie de terre entre les deux, le Middlekade (avenue du milieu). Cette partie se dote aussi de son propre conseil des eaux, qui prendre le nom d'office des eaux du Nederwaard.

### Inondation de la Sainte-Élisabeth (1421)
L'aménagement de canaux a un effet indésirable sur les sols du site : en effet, un des effets du drainage est l'affaissement des sols. Le drainage des eaux devient alors d'autant plus difficile. Le sol a continué à s'affaisser au cours des siècles sous l'effet du drainage des terres, tandis que le niveau des eaux montait. Alors qu'au départ le drainage est relativement naturel, l'eau s'écoulant des endroits plus élevés vers les rivières à marée basse, le problème se complexifie : il s'agit d'empêcher l'eau des rivières de redescendre vers les champs asséchés,. Dans la nuit du 18 au 19 novembre 1421, à cause d'une forte tempête, les digues cèdent. Des milliers de personnes meurent noyées.

### Les premiers moulins à vent

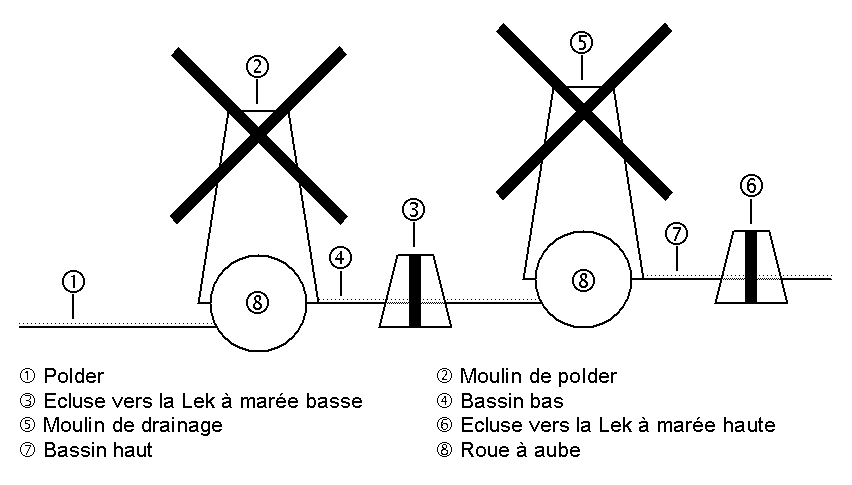
Fig. 1 : Drainage par paliers.

Après le désastre de la Ste Elizabeth, plusieurs moyens de drainer l'eau sont expérimentés. Retirer l'eau avec des seaux demande une importante main-d’œuvre. Des moulins à force manuelle sont mis en place mais coûtent également trop d'effort humain. Des moulins à manège ou à chevaux ne donnent pas les résultats espérés. Au début du XVIIe siècle, en 1612, 70 ha de polders, établis à l'ouest de Nieuw Waterschap, font l'objet d'un achat par le district du drainage intérieur du Nederwaard, pour permettre d'accroître la capacité de stockage des eaux avec l'aménagement d'un nouveau réservoir. Malgré ces efforts, des inondations continuent d'affecter la région. Le 1er novembre 1570, la digue autour d'Alblasserwaard se rompt à plusieurs endroits. Plusieurs inondations suivent, dont l'effet est aggravé par la guerre de Quatre-Vingts Ans qui oppose Espagnols et Néerlandais : en 1574, les États généraux (Staten Generaal) décident de rompre la digue pour inonder le pays, pour se défendre des Espagnols. Un moulin de type araignée (wipwatermolen) est brûlé ; la date de sa reconstruction est inconnue. Il s'agit du plus vieux moulin présent sur le site, qui porte de nos jours le nom de « De Blokker » du nom du polder qu'il a drainé, le Blokweer.
La hauteur à laquelle l'eau doit désormais être élevée pour être drainée est de 1,50 m. L'idée de pomper l'eau avec les nouveaux moulins à vent pour la remonter dans des bassins de drainage est exprimée, mais les habitants n'ont pas les moyens économiques de mettre en place une telle technologie.
À la suite d’une importante inondation en 1726, la nécessité de construire des moulins de drainage s'impose, quel qu'en soit le coût. De longues délibérations s'ensuivent, durant plusieurs années. En 1738, les plans sont prêts et le gouvernement promet de financer ces travaux. Plusieurs architectes originaires de la commune voisine d'Oud-Alblas, dont Dirk Piek et Teunis van Werken, construisent en 1738, dans le Nederwaard, les huit moulins ronds en briques encore existants,, le long du bassin haut.
Deux ans plus tard, en 1740, huit moulins, cette fois de forme octogonale et couverts de chaume, sont bâtis de l'autre côté du canal, sur le Overwaard. Grâce à 16 de ces moulins, l'eau peut atteindre 1 m de plus dans les bassins supérieurs, avant d'être déversée dans la Lek en fonction de son niveau. Le système de drainage par palier est opérationnel. Les huit moulins du côté Overwaard doivent pomper l'eau amenée par 43 moulins de polder répartis sur une surface de polder de 13 000 hectares. Les huit moulins de Nederwaard doivent pomper l'eau amenée par 25 moulins de polders répartis sur 9 000 hectares.
Deux autres moulins sont construits à Nieuw-Lekkerland : le haut moulin date de la construction des moulins de Overwaard (1740) et le petit, ou bas, moulin est construit en 1761.

### La révolution industrielle et les premières pompes à vapeur
Avec l'invention de la machine à vapeur par James Watt en 1764 au Royaume-Uni, de nombreux processus industriels changent. La vapeur remplace les sources d'énergie que sont l'eau ou le vent. Les moulins de la région de Hollande perdent alors leur fonction. Des moulins à eau fonctionnant à la vapeur commencent à être construits (le premier étant fonctionnel aux Pays-Bas est construit à Blijdorp, un polder au nord de Rotterdam).
En 1846, le maire de Molenaarsgraaf, A. Slotemaker, présente à l'office des eaux un projet de construction d'une station de pompage fonctionnant à la vapeur suivant le modèle de la station de pompage à vapeur du Doordorp, polder de Delft. Son idée n'est pas retenue pour des raisons financières. La décision de construire une station fonctionnant à la machine à vapeur est prise en 1867 à Nedewaard et Overwaard prend la même décision l'année suivante. En 1868, les stations de pompage à vapeur sont construites de chaque côté de la Lek. La station de Nederwaard prend le nom de l'intendant des digues W.M. van Haaften ; elle peut pomper 292 000 l/min. Celle de Overwaard prend le nom de l'intendant des digues Wisboom et a une capacité de 440 000 l/min.
La révolution industrielle a aussi un impact sur la technologie des moulins : l'acier remplace le bois sur plusieurs pièces intérieures et les bras (parties soutenant les voiles sur les ailes). Le chantier naval de Kinderdijk les Frères Pot est le premier du pays à construire des bras de moulin en acier. Ces structures en acier sont toujours en place au XXIe siècle.

### Pompes à diesel et pompes électriques auXXesiècle
En 1927, les pompes à vapeur de Nederwaard sont remplacées par une station de pompage fonctionnant au diesel de plus grande capacité. La nouvelle station de pompage rend les huit moulins de Nederwaard superflus. Les moulins ne sont cependant pas détruits : les meuniers obtiennent le droit de continuer à vivre dans les moulins. Du côté de Overwaard, la même question se pose. La station de pompage à la vapeur est remplacée par une station fonctionnant à l'électricité avec deux pompes pouvant drainer 900 000 l/min. Or les moulins coûtent cher en maintenance, et les crises financières accentuent la pression en faveur de la démolition des moulins.

### Préservation du patrimoine et conservation des moulins

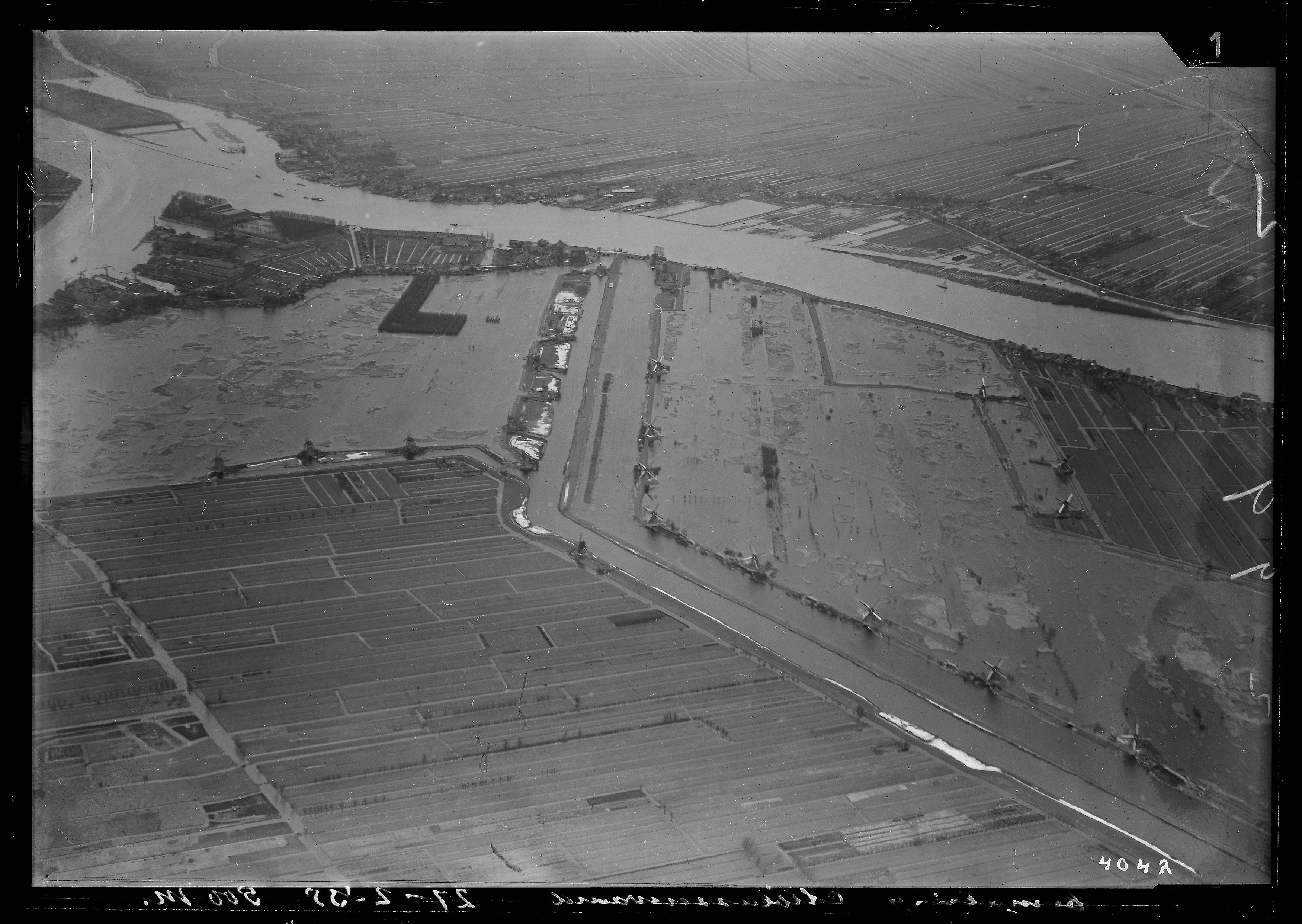
Le site de Kinderdijk dans la première moitié du XXe siècle.

En 1923, le défenseur néerlandais de l'environnement et du patrimoine, Pieter van Tienhoven, appelle à la protection des moulins de Hollande et fonde dans cet objectif, l'association De Hollandsche Molen toujours existante. Il insiste tout particulièrement sur le risque de destruction des moulins de Overwaard et Nederwaard qui forment un réseau de maîtrise des eaux unique dans le pays. Il espère qu'une solution sera trouvée, « qui sera écrite en lettres d'or dans l'histoire de notre pays » (« met gouden letters in de historie van ons land »), écrit-il.
Or, durant la Seconde Guerre mondiale, le fioul devient de plus en plus rare, confisqué par l'armée d'occupation nazie. Seuls les moulins à vent continuent à assurer le drainage de la région. Lorsque la question de la maintenance et de la destruction des moulins se pose à nouveau après la guerre, en 1947, les discussions entre l'office des eaux De Overwaard (nl) et la province de Hollande Méridionale sont dans une impasse. Trois moulins ne fonctionnent plus, et les pompes (certaines laissées par l'armée américaine à la libération du pays) suffisent à drainer l'eau. L'office des eaux De Overwaard ne veut plus payer la maintenance trop coûteuse des moulins. L'administration hollandaise s'oppose à leur démolition. Ce conflit dure jusqu'en 1951, lorsque la reine Juliana vient visiter le site et vient parler aux membres de l'office des eaux de Overwaard. La reine est la présidente honorifique de l'association De Hollandsche Molen et prend position en faveur de la conservation des moulins. L'année suivante, un compromis est trouvé : un contrat attribue les moulins à la Hollande Méridionale et l'autorisation de construire une nouvelle station de pompage est accordée la même année. La province signe aussi un accord avec l'office des eaux de Nederwaard : elle prend en charge le coût des réparations et une large partie des frais d'entretien des moulins.

### Lutte contre les inondations et mise en place du plan Delta

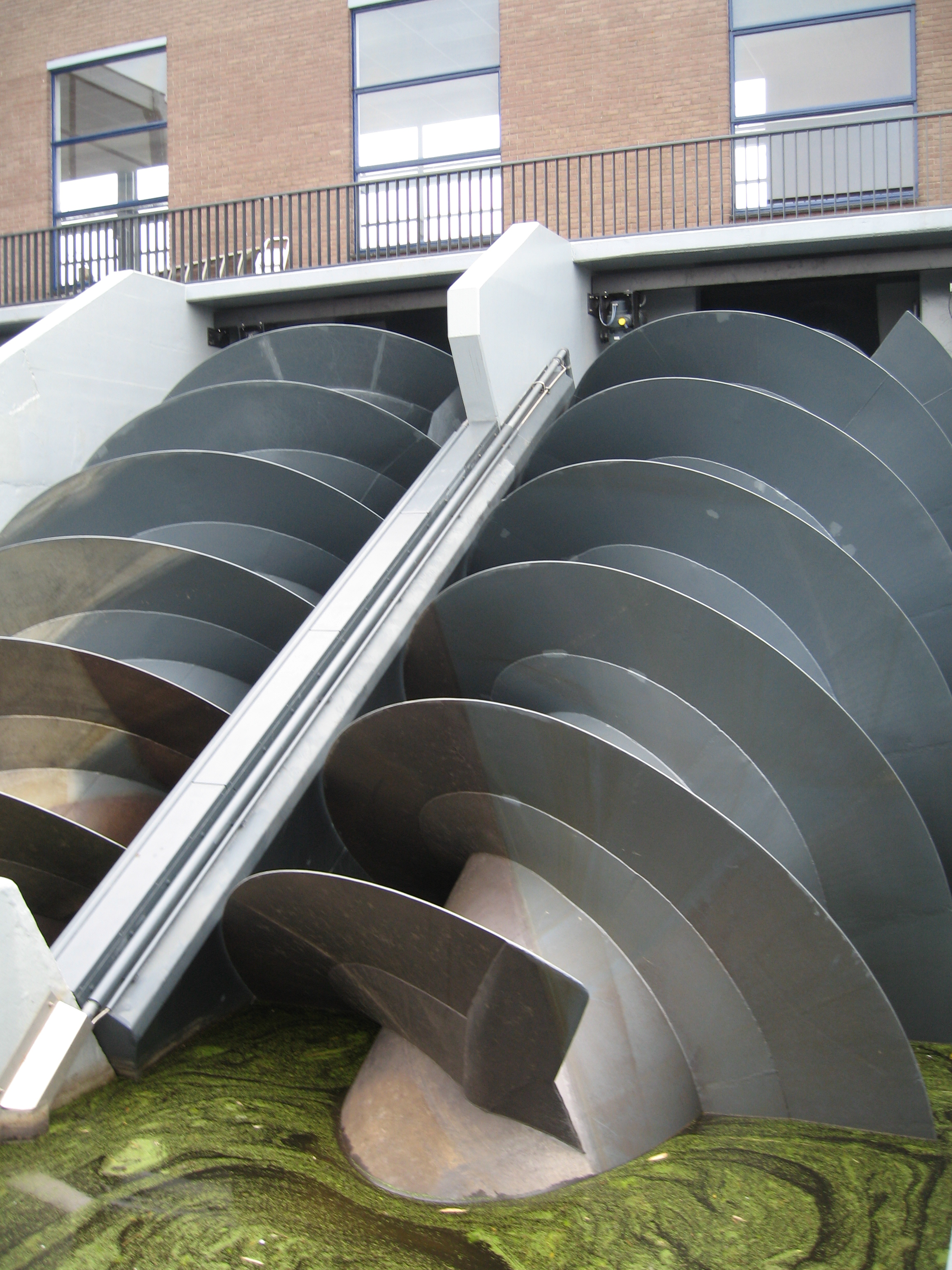
Vis d'Archimède à Kinderdijk.

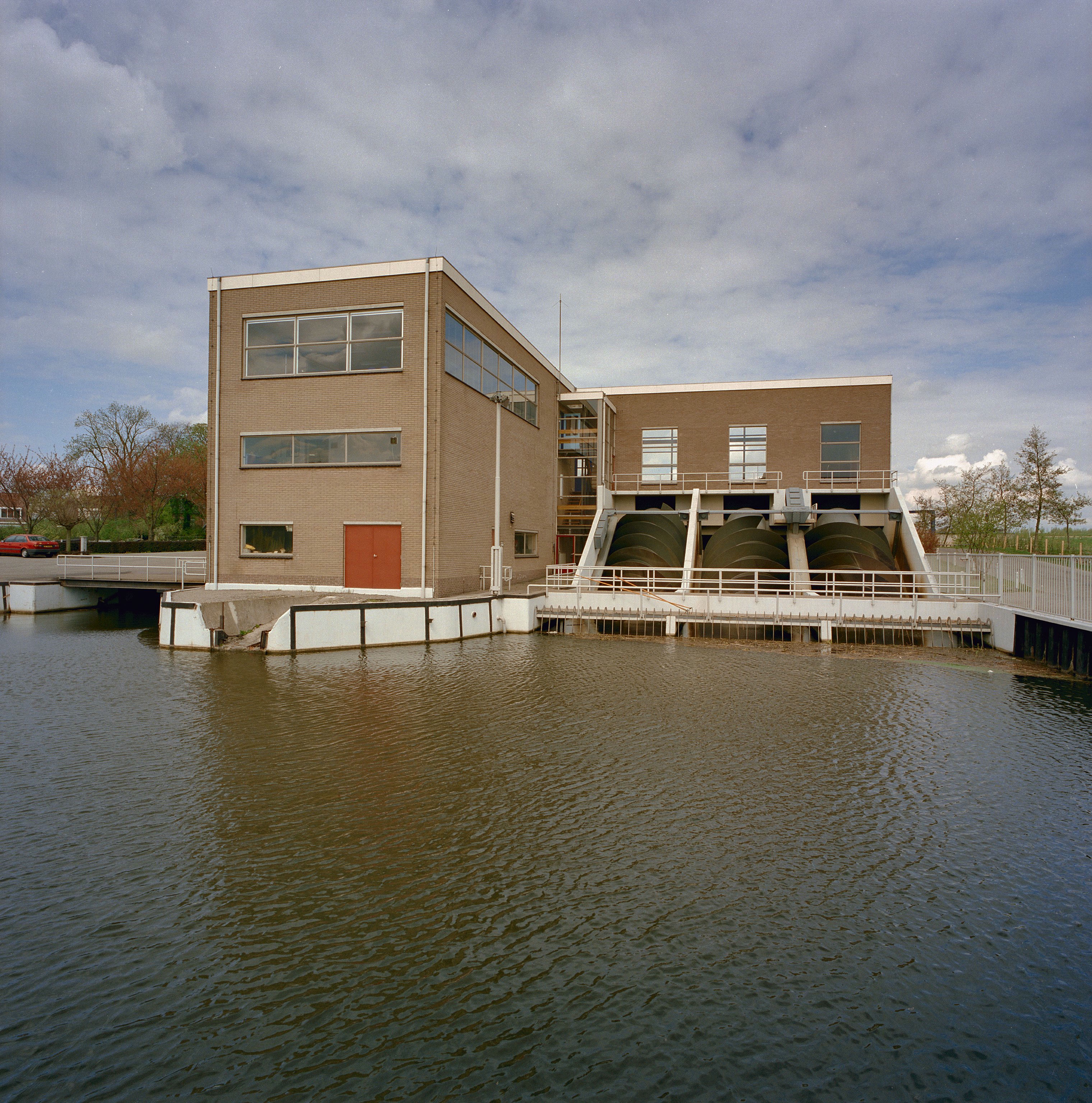
La station de pompage J.U. Smit, à Kinderdijk.

En 1953, une inondation provoquée par une tempête en mer du Nord touche une large part de la province de Zélande et de la Hollande Méridionale. Environ 1800 personnes y perdent la vie. Cette inondation a pour conséquence la mise en place d'un plan d'envergure nationale de maîtrise des eaux : le plan Delta. Les conséquences pour le site de Kinderdijk sont que les digues sont élevées et consolidées et les canaux datant du XIIIe siècle sont reconstruits. Les niveaux d'eau étant plus stables et moins dépendants des marées, de nouvelles stations de pompage s'avèrent nécessaires. Deux stations sont donc construites. Du côté de Nederwaard, une nouvelle station, la station J.U. Smit est opérationnelle en 1972. Elle utilise trois vis d'Archimède (dont deux sont agrandies en 1995). Deux vis ont une capacité de 465 000 l/min et la troisième a une capacité de 377 000 l/min.
En 1995, à Overwaard, les stations de pompage électrique de Wisboom et de Hakkesteegt (1953) sont remplacées par une station à trois vis d'Archimède.
Depuis 1998, un troisième palier de drainage a été mis en place, géré par un système informatisé.
Le plan Delta met en place une plus grande centralisation des offices des eaux. Les offices des eaux de Overwaard et Nederwaard deviennent membres de l'office des eaux de Rivierland.

## Les dix-neuf moulins de Kinderdijk
Depuis des siècles, Kinderdijk gère les eaux de la région de l'Alblasserwaard. Celle-ci est constituée d'un réseau de canaux, de bassins et de moulins, grâce auxquels l'eau des polders était à l'origine évacuée vers la Lek. La campagne environnante, libre de toute construction, est toujours en grande partie inchangée. La hauteur des moulins, qui correspond à peu près à l'envergure totale de leurs ailes, est en moyenne de 28 m. L'arbre moteur, dont seule la tête est visible, et où les vergues se croisent, se trouve environ à 15 m au-dessus du sol.
En tout, dix-neuf moulins à vent se dressent sur le site :
- 1 moulin sur le Blokweer (datant du XVe siècle détruit et reconstruit au XVIe siècle puis en 1997)
- 8 moulins sur le Nederwaard (1738)
- 8 moulins sur I'Overwaard (1740)
- 2 moulins sur le polder de Nieuw-Lekkerland (1740 et 1761).

### De Blokker

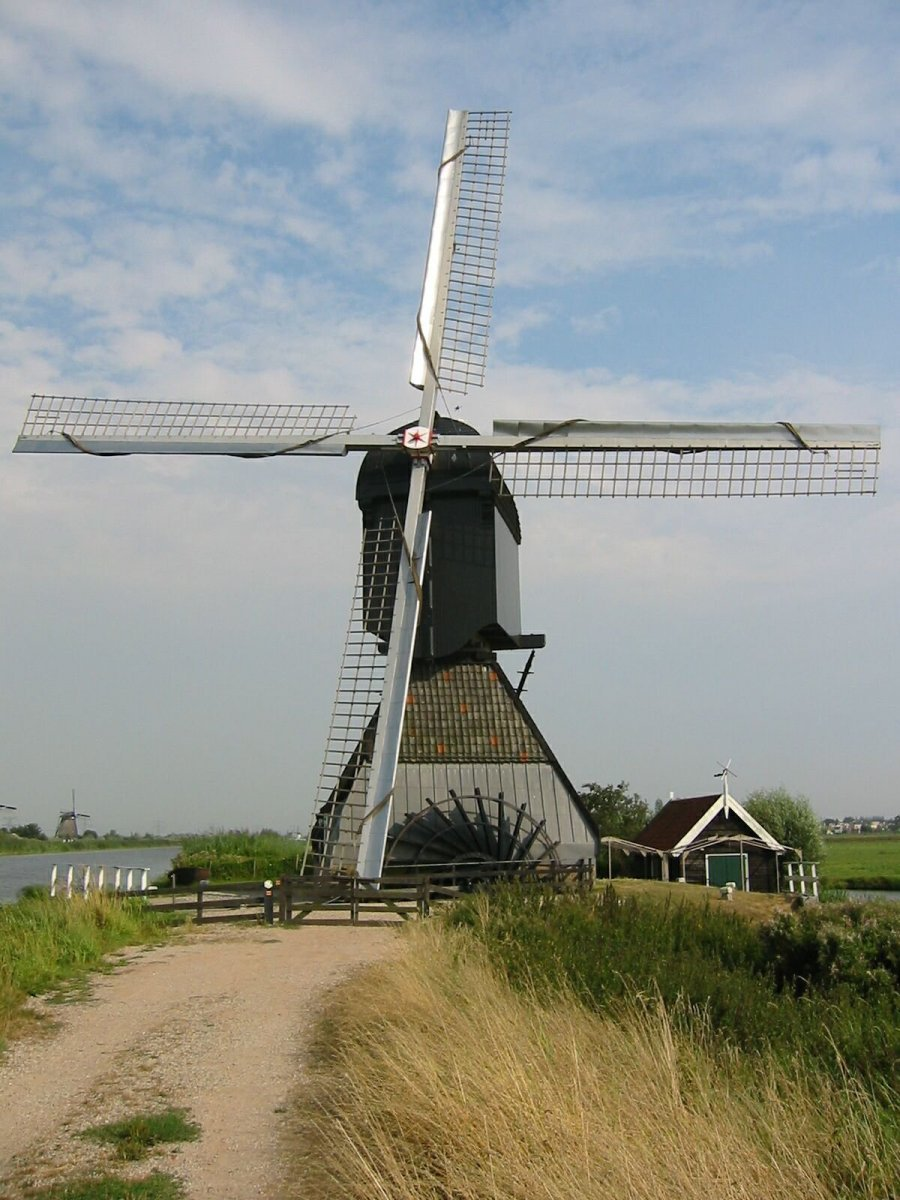
Wipmolen De Blokker (2011).

Le moulin situé sur le polder Blokweer (au sud du site) est appelé De Blokker,. Il est situé dans la commune d'Alblasserdam au sud du village de Kinderdijk.
Il s'agit du plus ancien moulin du site. Sur son emplacement se trouvait dès le XVe siècle un moulin qui drainait l'eau. Il est brûlé et entièrement détruit par les Espagnols en guerre contre les Néerlandais au XVIe siècle. La date de sa reconstruction n'est pas connue.
Le nouveau moulin est resté intact jusqu'en 1997, lorsqu'il est abîmé fortement par un incendie criminel. Il est alors reconstruit à l'identique.
Ce type de moulin (wipmolen, en néerlandais, ressemblant au moulin cavier en France) est le plus ancien type de moulin de drainage existant aux Pays-Bas.

### Moulins du Nederwaard
Les moulins du Nederwaard sont des moulins en pierre et brique à calotte tournante avec roue à aubes couverte, construits en 1738. Ils peuvent drainer l'eau d'un bassin assez bas et élever l'eau d'un mètre et demi plus haut. Ils sont appelés en néerlandais des moulins de type Grondzeiler (nl) (« marins terrestres ») car leurs ailes rasent le sol et que le meunier doit grimper sur les ailes, à partir du sol, pour déployer les voiles. Ce sont des « Bovenkruier (nl) », des moulins à pivot supérieur, car la partie ronde supérieure du moulin est pivotante. D'autres sont des moulins « Buitenkuiers (nl) », à pivots extérieurs, dont les poutres en bois permettant la rotation sont situées à l'extérieur du moulin et non à l'intérieur.
Les moulins portent des numéros (du nord au sud c'est-à-dire à partir de la rivière) et ont des noms, souvent ceux des anciens intendants ou responsables de la maîtrise des eaux sur le site :
- 1. Heer watergraaf (en français, « Monsieur l'intendant des digues ») Stoop
- 2. Heer watergraaf Boon
- 3. Heer watergraaf Beelaerts
- 4. Heer Jongeneel. Les moulins 3 et 4 sont construits par Aart van der Schoot de la ville de Spijk[27].
- 5. Heer Brooshooft
- 6. Heer Leeuwen
- 7. Heer Pijl
- 8. Heer de Focker[33]. Les moulins 6 et 8 sont construits par Teunis van der Werken de la ville de Oud-Ablas[27].

Moulins du bassin de Nederwaard.
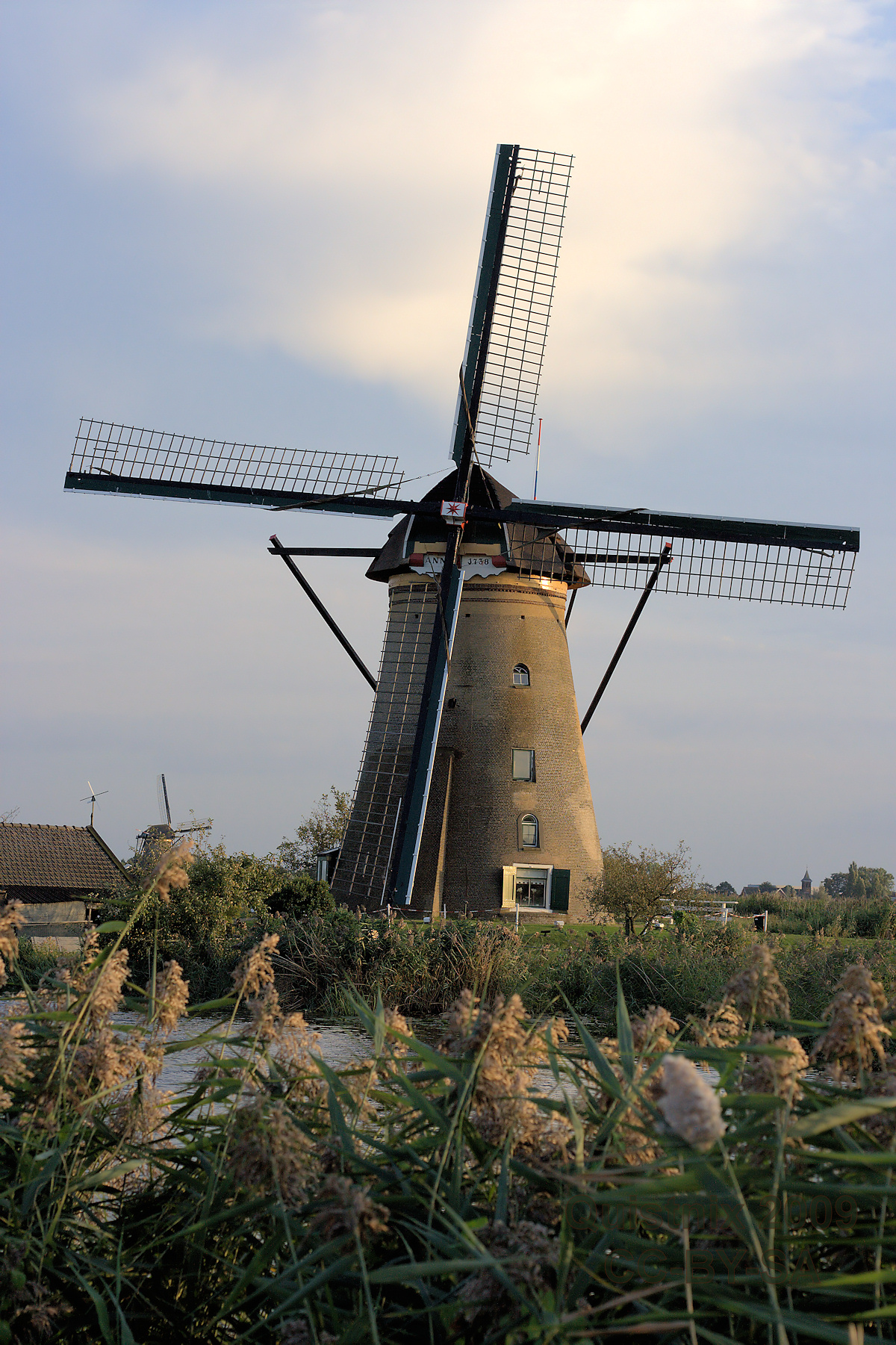
Moulin 1 de Nederwaard.
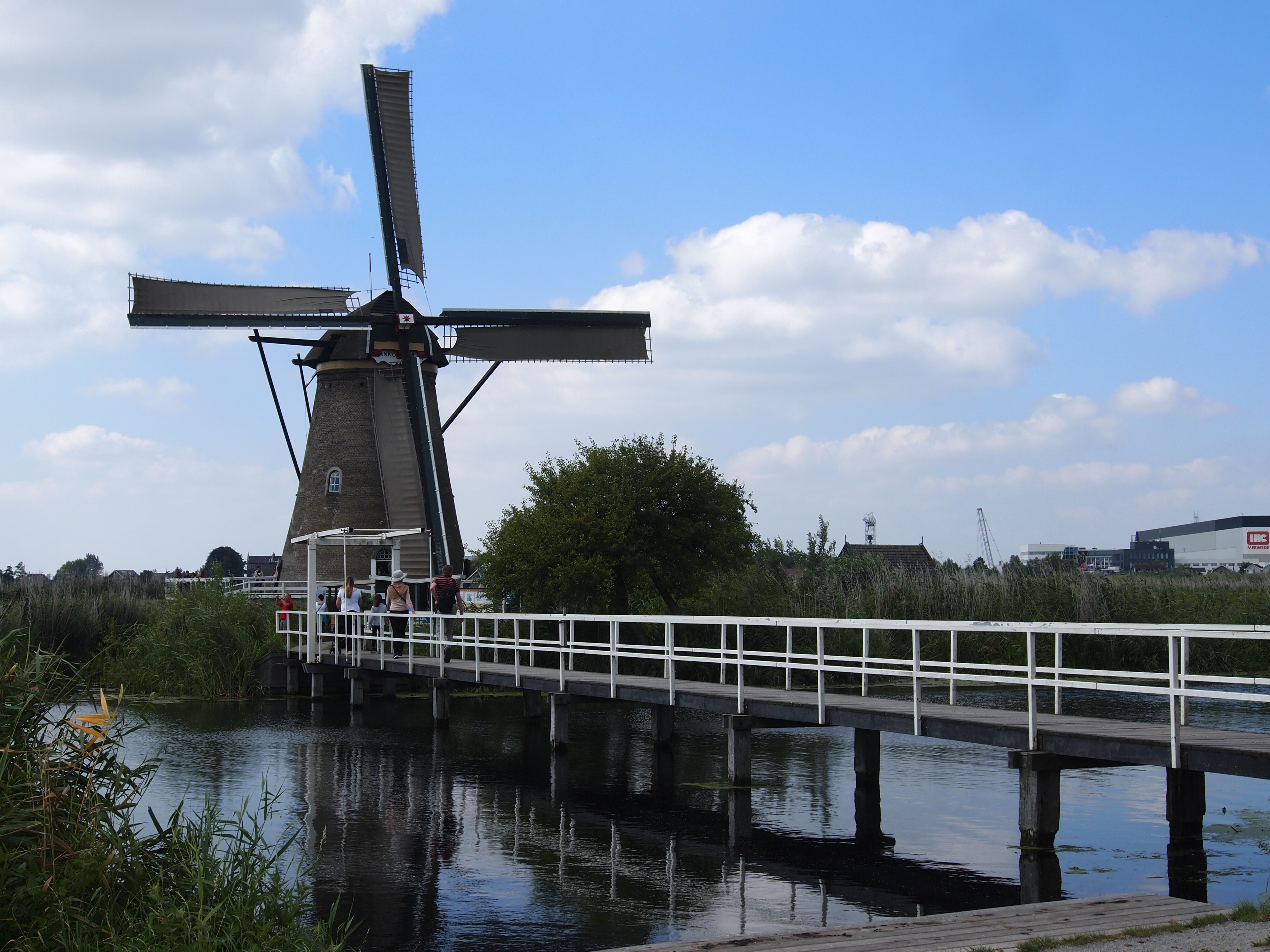
Moulin 2 de Nederwaard.

### Moulins octogonaux de l'Overwaard
Les moulins de l'Overwaard et du polder de Nieuw-Lekkerland sont des moulins octogonaux construits en 1740. Contrairement à ceux du Nedervaard, ils sont construits en bois et ont un toit de chaume. La construction en bois est plus coûteuse lors de leur construction, mais elle est plus légère que la construction en pierre et briques, ce qui semble un avantage pour faire face à l'enfoncement des sols.
Les moulins de l'Overwaard portent des numéros de 1 à 8 (du nord au sud, c'est-à-dire en partant de la rivière) et n'ont pas de nom,.
En 1739, huit constructeurs sont choisis pour construire chacun un moulin et la même somme leur est allouée (10,55 florins à l'époque). Initialement, douze moulins étaient prévus, mais par manque d'argent, seuls huit sont construits.
Dans ces moulins, contrairement au moulin Blokker, la roue portant l'eau n'est pas à l'extérieur du moulin mais en dessous. Ces moulins sont plus robustes et ont beaucoup plus d'envergure que les moulins de type wipmolen.
En 1981, l'explosion d'une bouteille de gaz a détruit le second moulin de Overwaard. Le moulin reconstruit en 1985 est devenu le plus haut du réseau avec une longueur de "vol" (longueur des deux voiles) de 29,50 m.

Moulins octogonaux de l'Overwaard
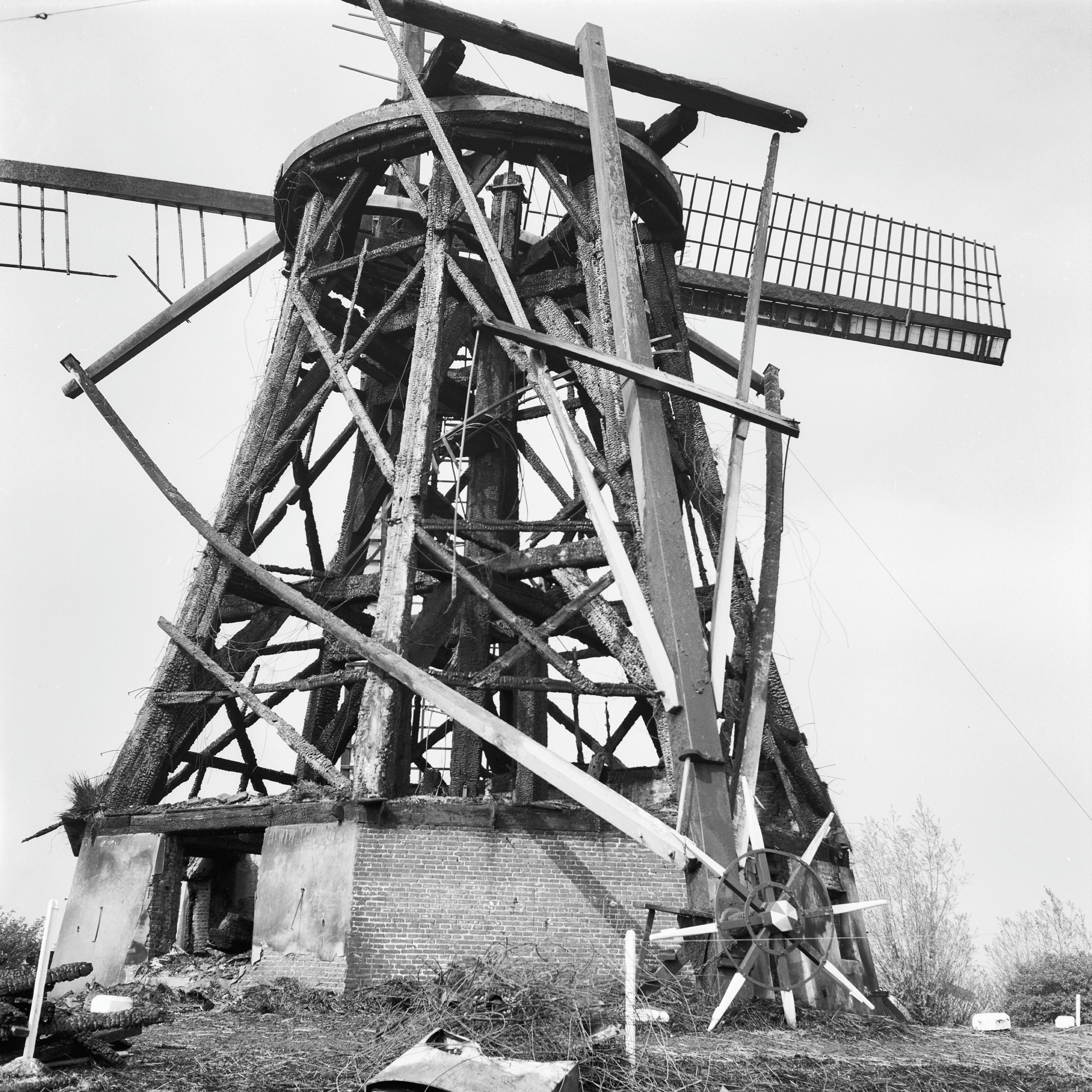
Moulin 2 de Overwaard après l'incendie de 1981.
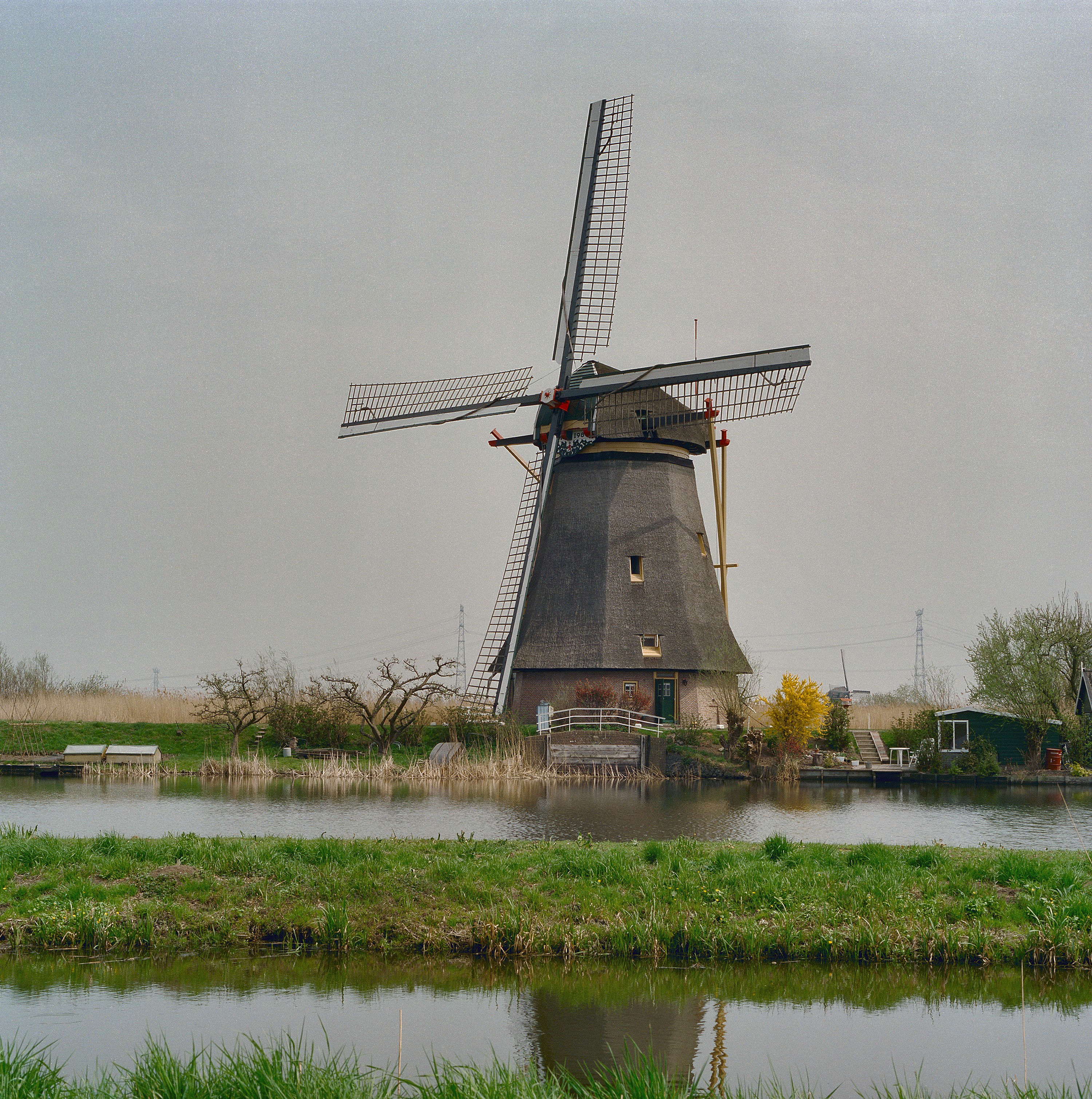
Le même moulin, en 1996.
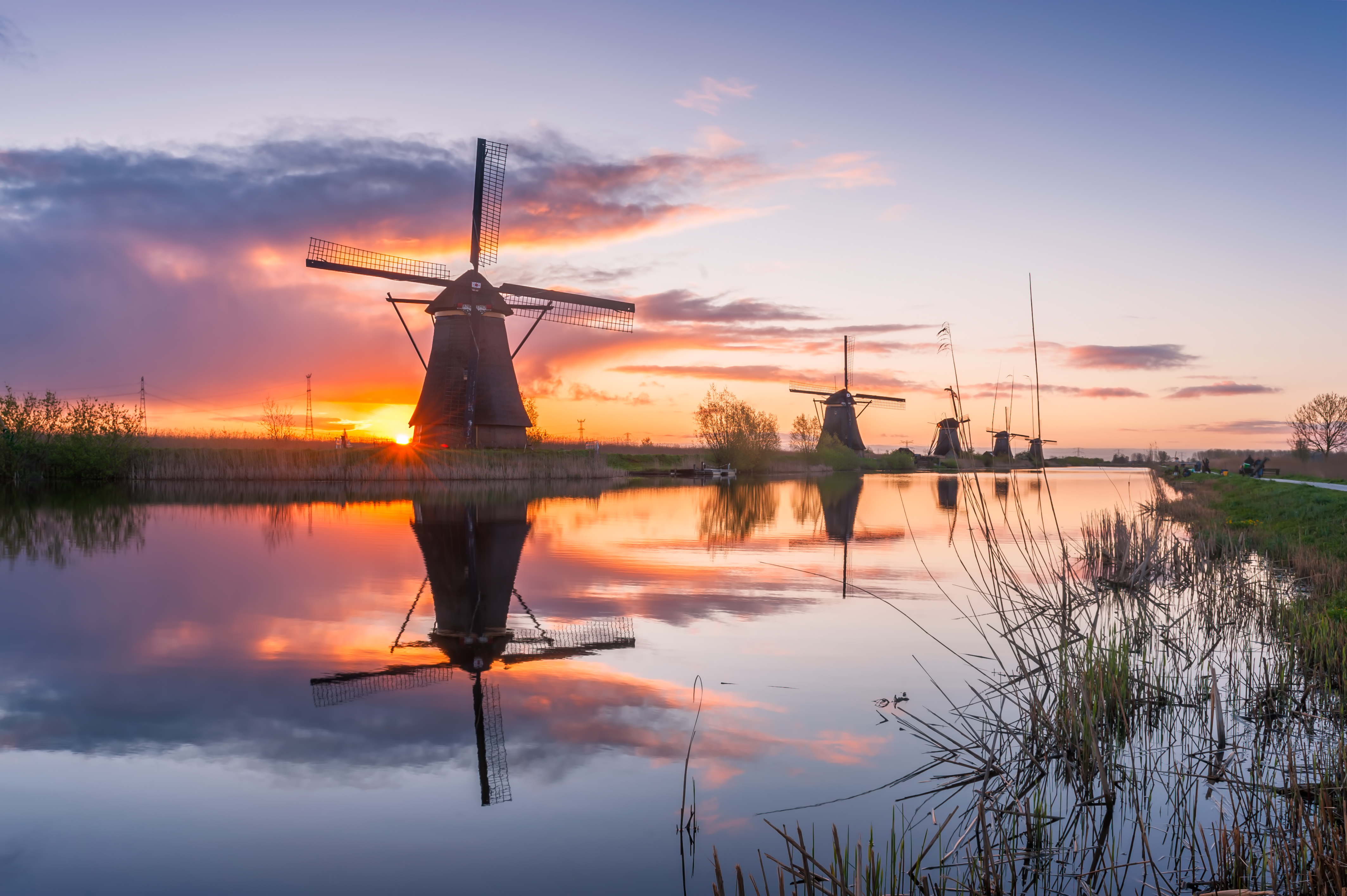
Lever de soleil sur les moulins. Avril 2016.

### Moulins de Nieuw-Lekkerland
Deux moulins drainent le polder de Nieuw-Lekkerland. Le Kleine of Lage Molen (le petit ou bas moulin) est construit en 1761 pour remplacer un moulin octogonal (en) abîmé lors d'une tempête. Le second moulin, le Hoge Molen, est construit en même temps que les moulins de Overwaard,,.

Moulins de Nieuw Lekkerland
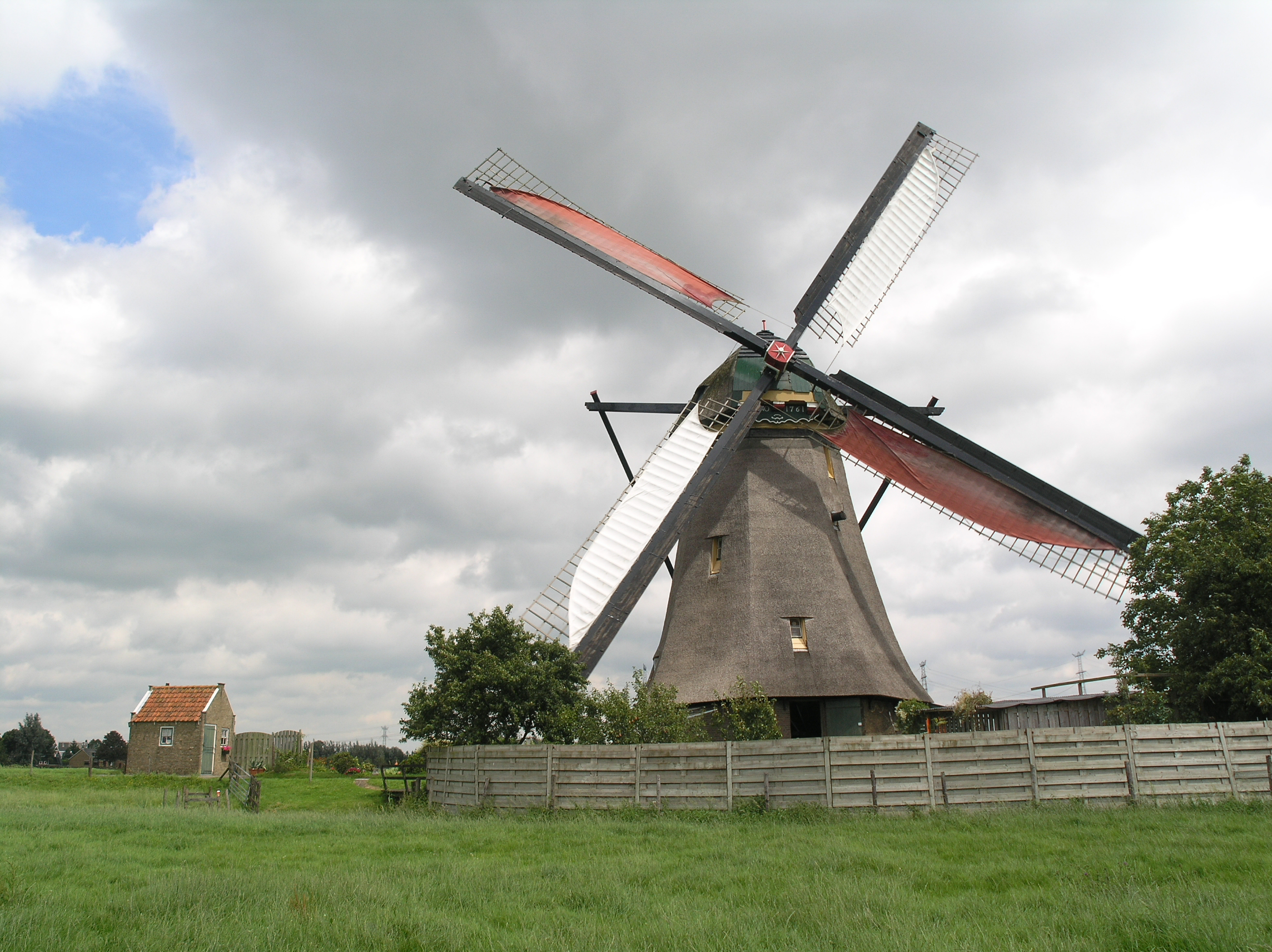
Le Kleine of Lage Molen (petit ou bas moulin) de Nieuw Lekkerland.
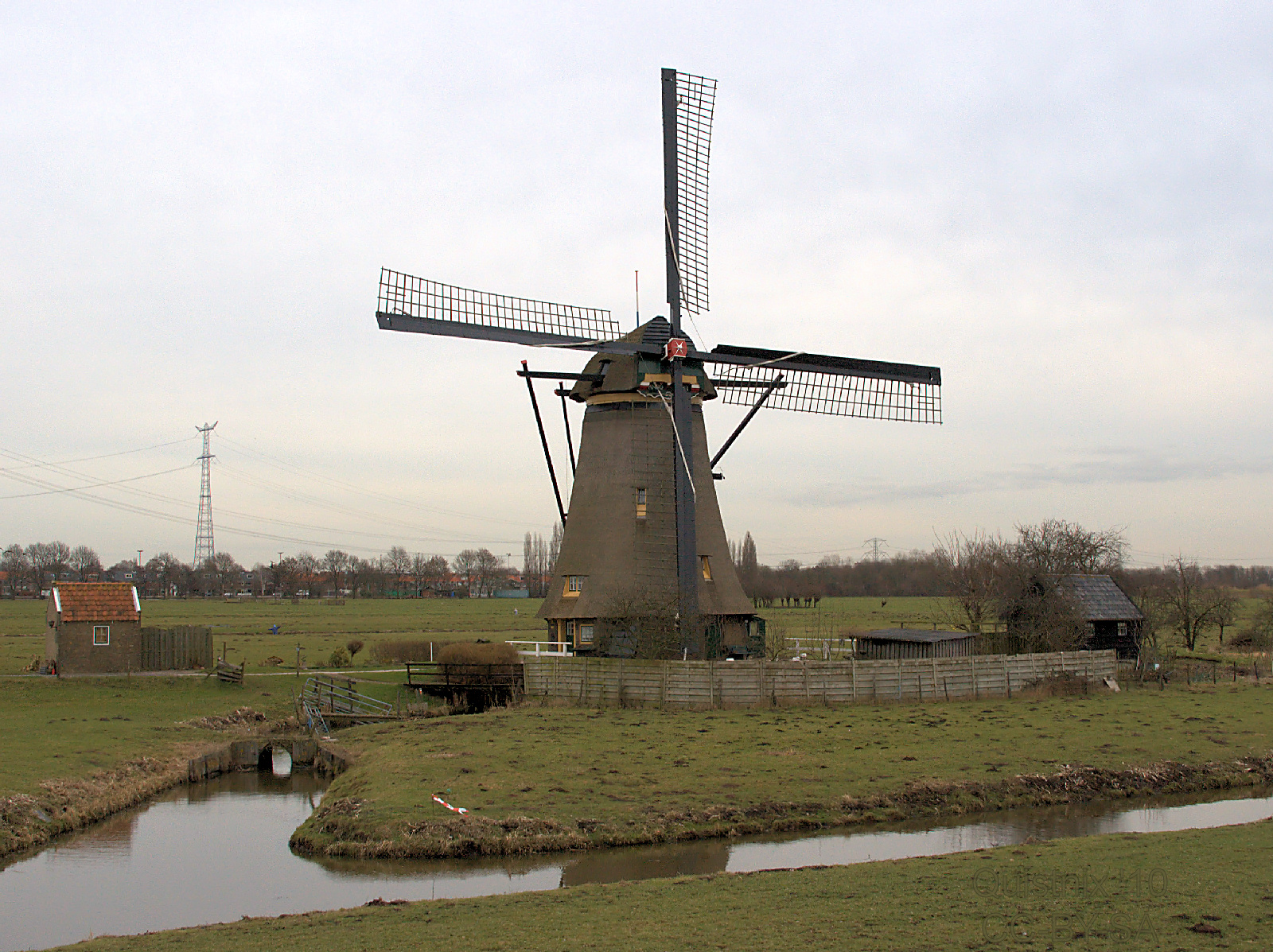
Le Kleine of Lage Molen.
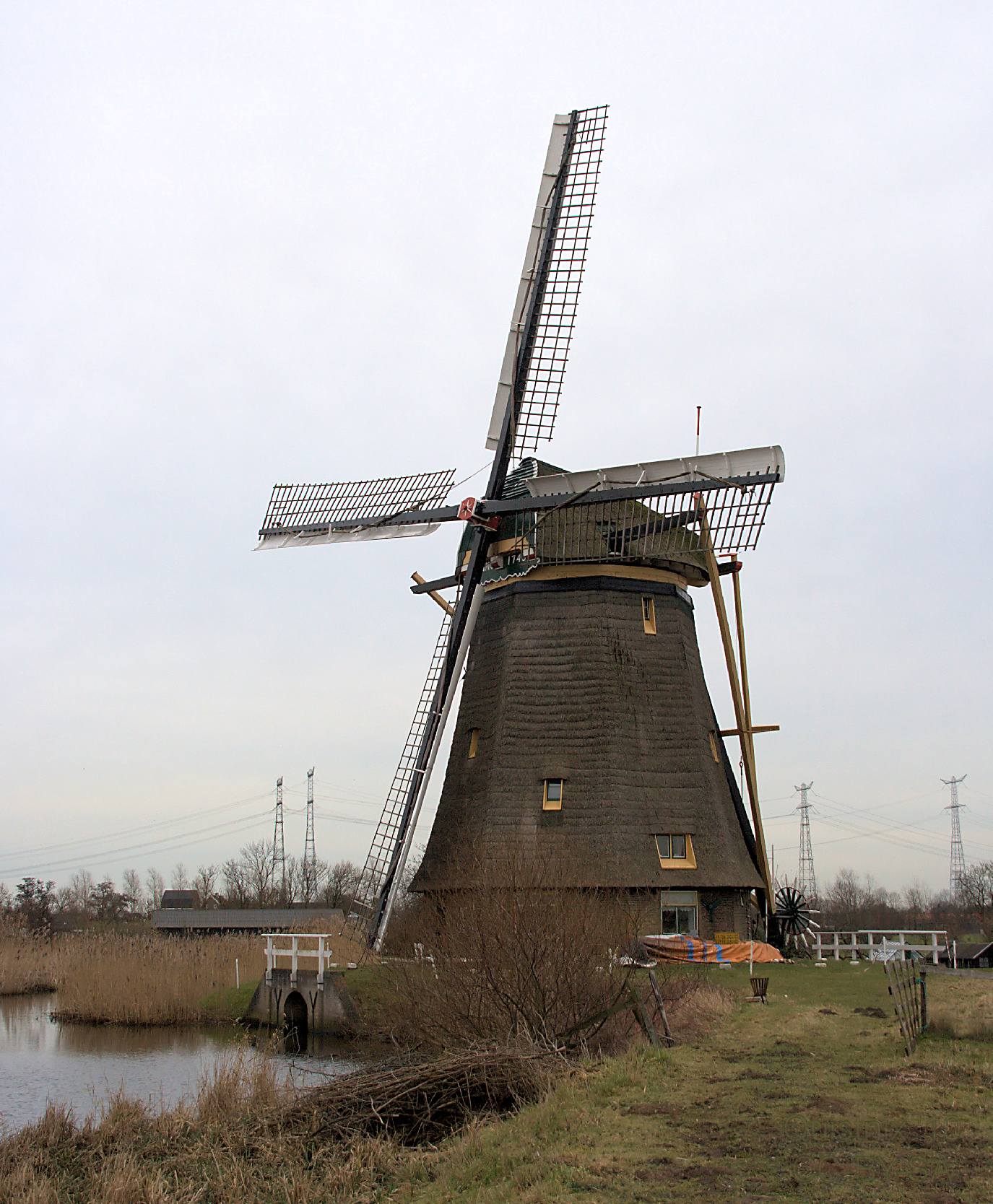
Le Hoge Molen (haut moulin) de Nieuw-Lekkerland.
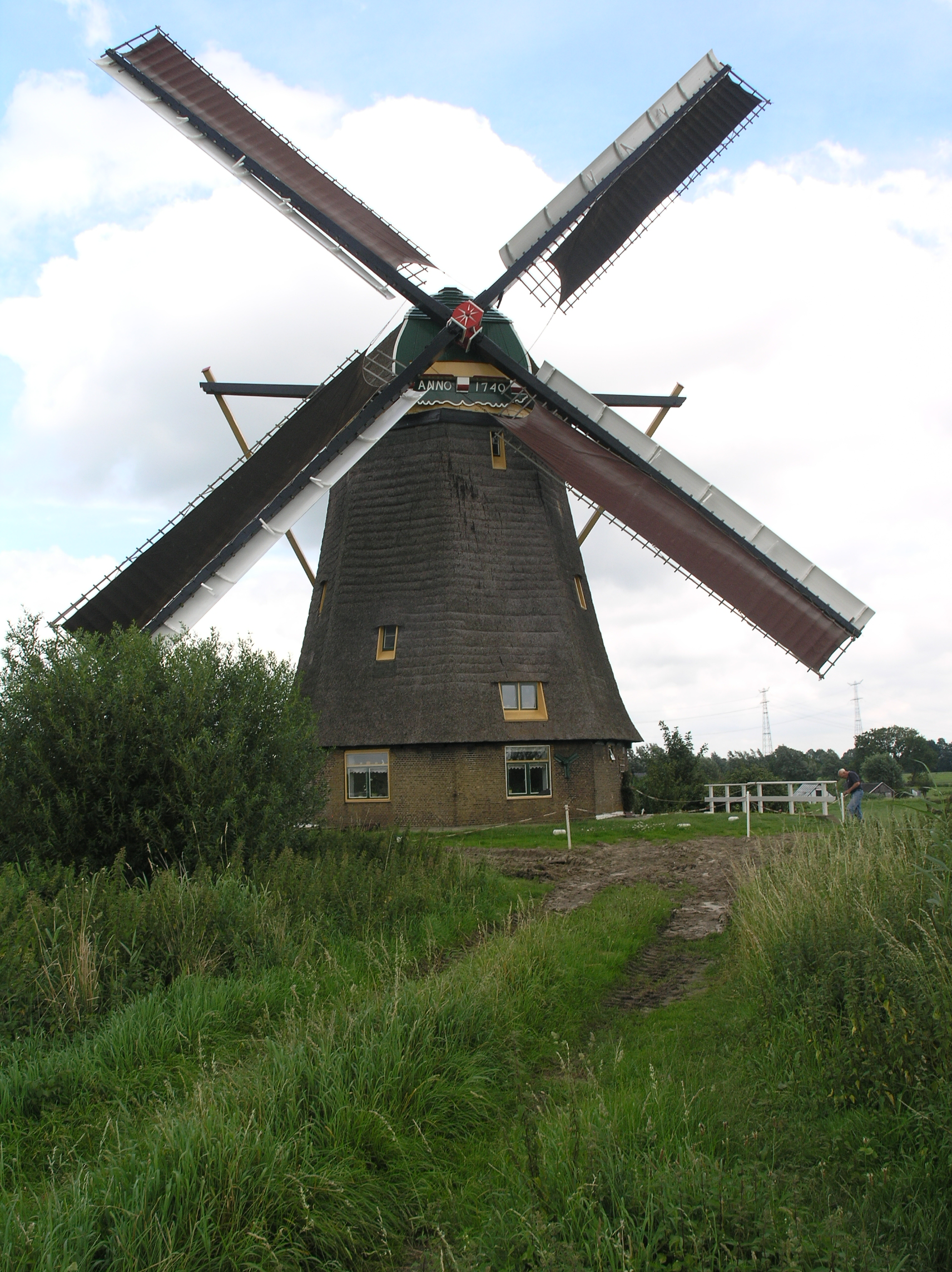
Le Haut moulin.
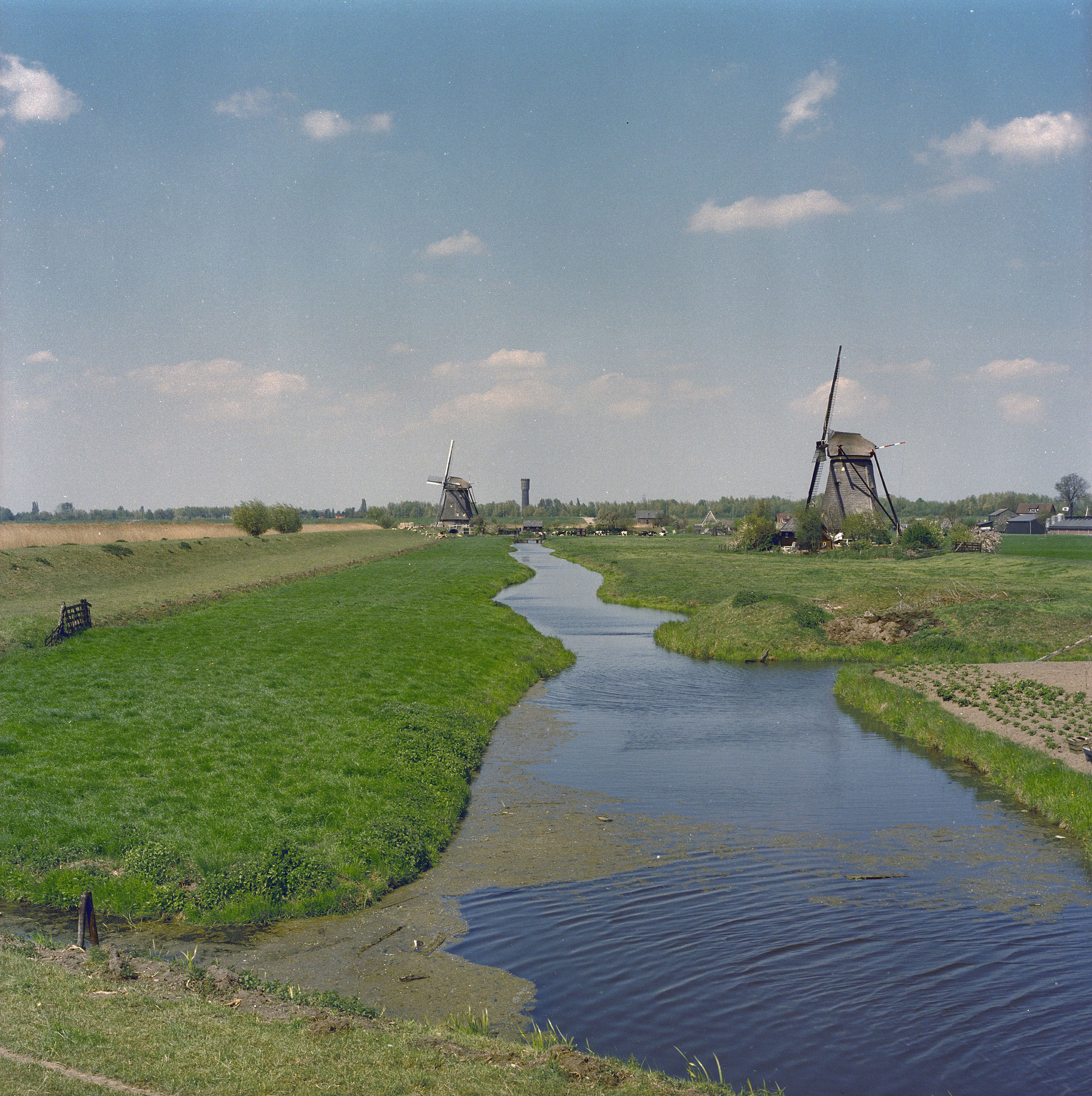
Les deux moulins de Nieuw-Lekkerland.

## Drainage du site

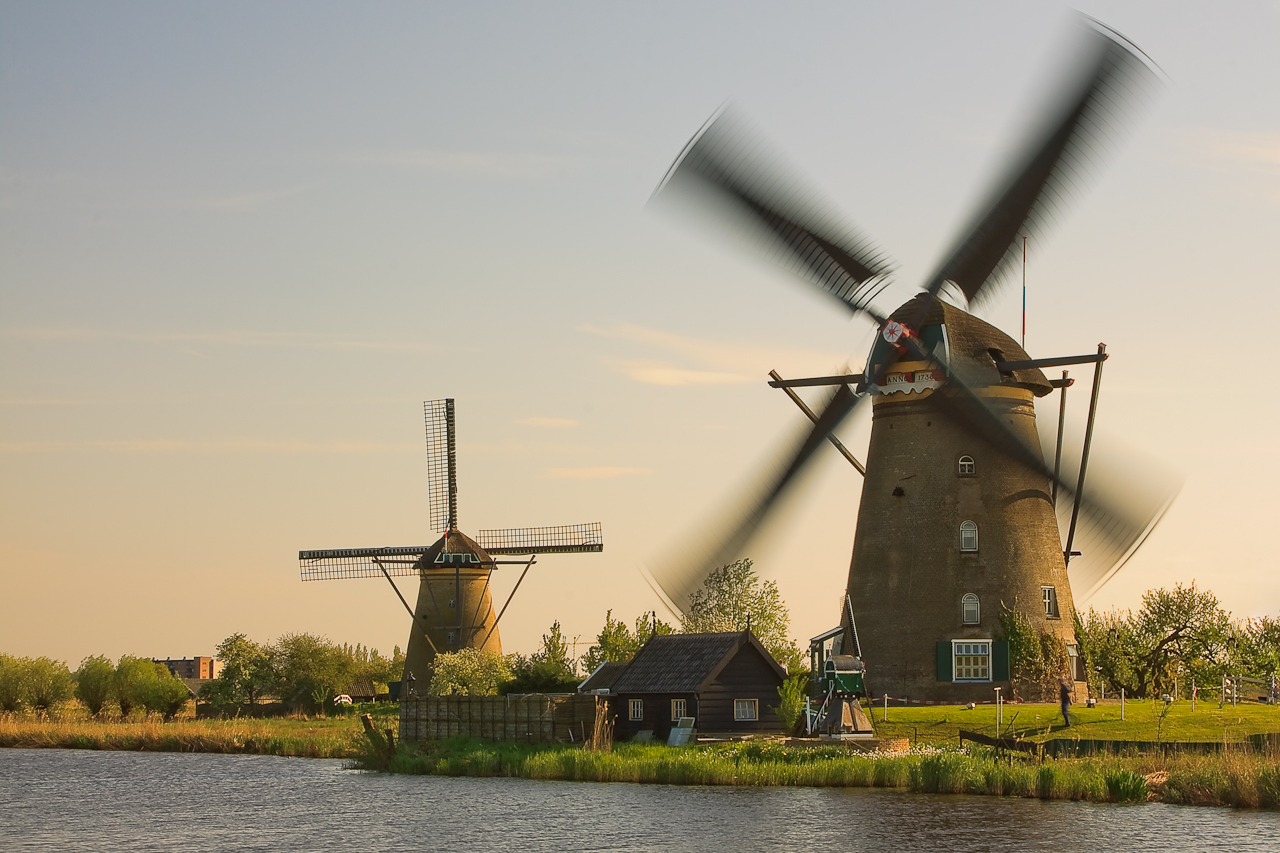
Moulin activé pour le drainage.

À Kinderdijk, l'eau excédentaire doit être déversée dans la rivière dont le niveau subit l'influence de la marée. L'eau s'écoule naturellement dans la rivière pendant la marée basse, ce qui n'est pas le cas durant la marée haute. Pour pouvoir assécher les polders pendant les périodes de marée haute, les moulins de Kinderdijk drainent l'eau des bassins situés à un niveau plus bas et la déversent dans les jonchères entourées de digues basses, situées derrière les moulins, qui forment les bassins hauts. Puis l'eau est envoyée vers la rivière qui est située en hauteur par rapport aux terres qu'il faut drainer. C'est le principe du drainage par paliers. Les moulins doivent faire monter l'eau pour la décharger dans la rivière. L'eau des polders est emmagasinée dans le bassin commun, et les moulins de Kinderdijk, qui le bordent, en retirent l'eau pour la conduire dans des bassins surélevés.

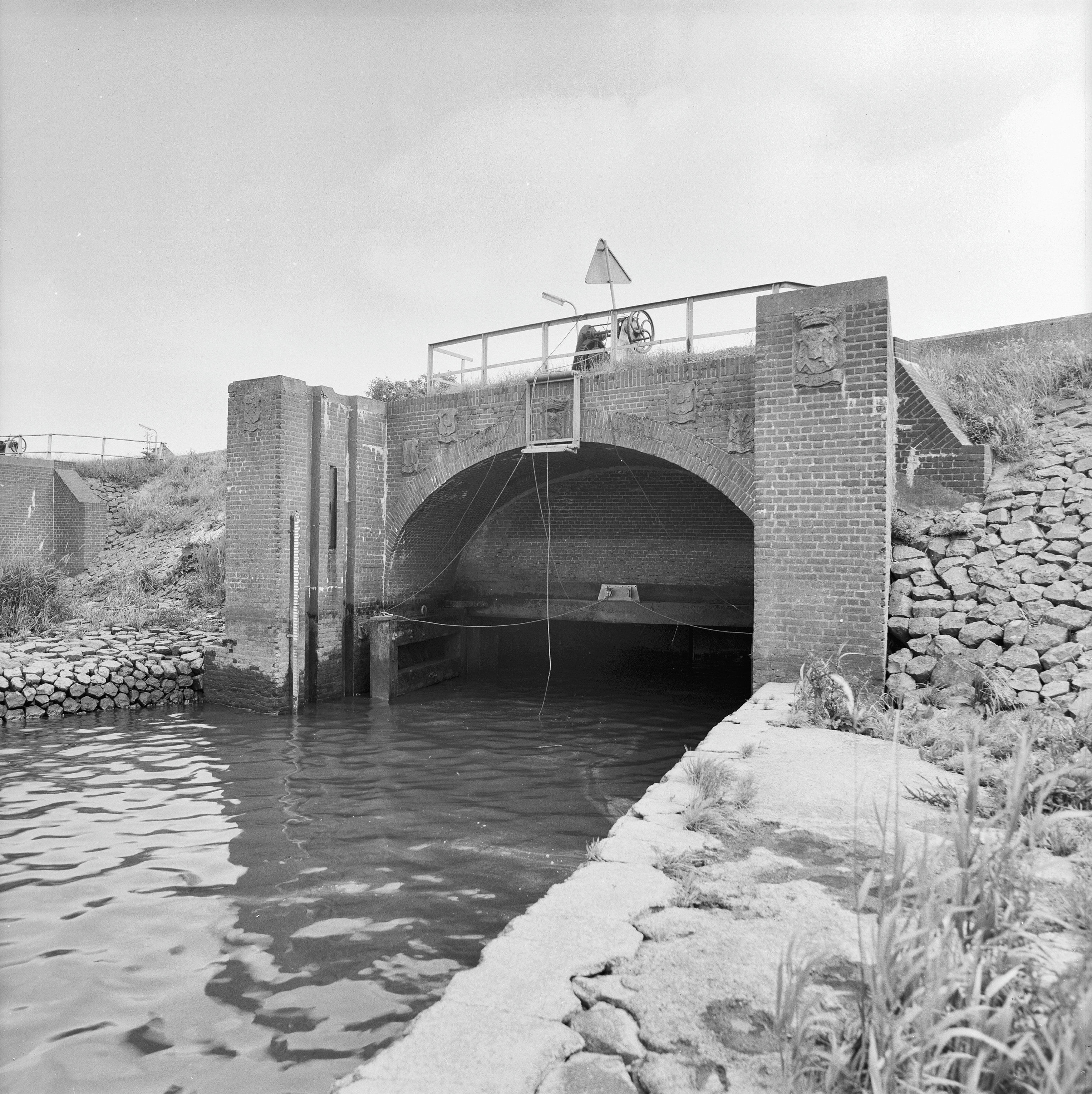
L'une des écluses de Kinderdijk.

Ces bassins surélevés sont reliés à la rivière au moyen d'écluses. Dès que leur niveau dépasse celui de la rivière, les écluses s'ouvrent pour la laisser s'écouler naturellement vers la mer. Si le niveau de la rivière dépasse celui du bassin, les écluses se referment grâce à la pression que l'eau de la rivière exerce sur elles. Le site a été équipé de ses dernières écluses lors de la construction d'une nouvelle digue.
Tous les moulins de Kinderdijk appartiennent à la catégorie des Boezemmolens ou moulins de drainage. Ils ont évacué les eaux des bassins collecteurs du Hoogheemraadschap de l'Alblasserwaard et de Vijfheerenlanden. Un Hoogheemraadschap est un waterschap, c'est-à-dire une région regroupant un ensemble de districts gérés par un office des eaux (dans ce cas ceux de Nederwaard et d'Overwaard).

## Fonctionnement des moulins

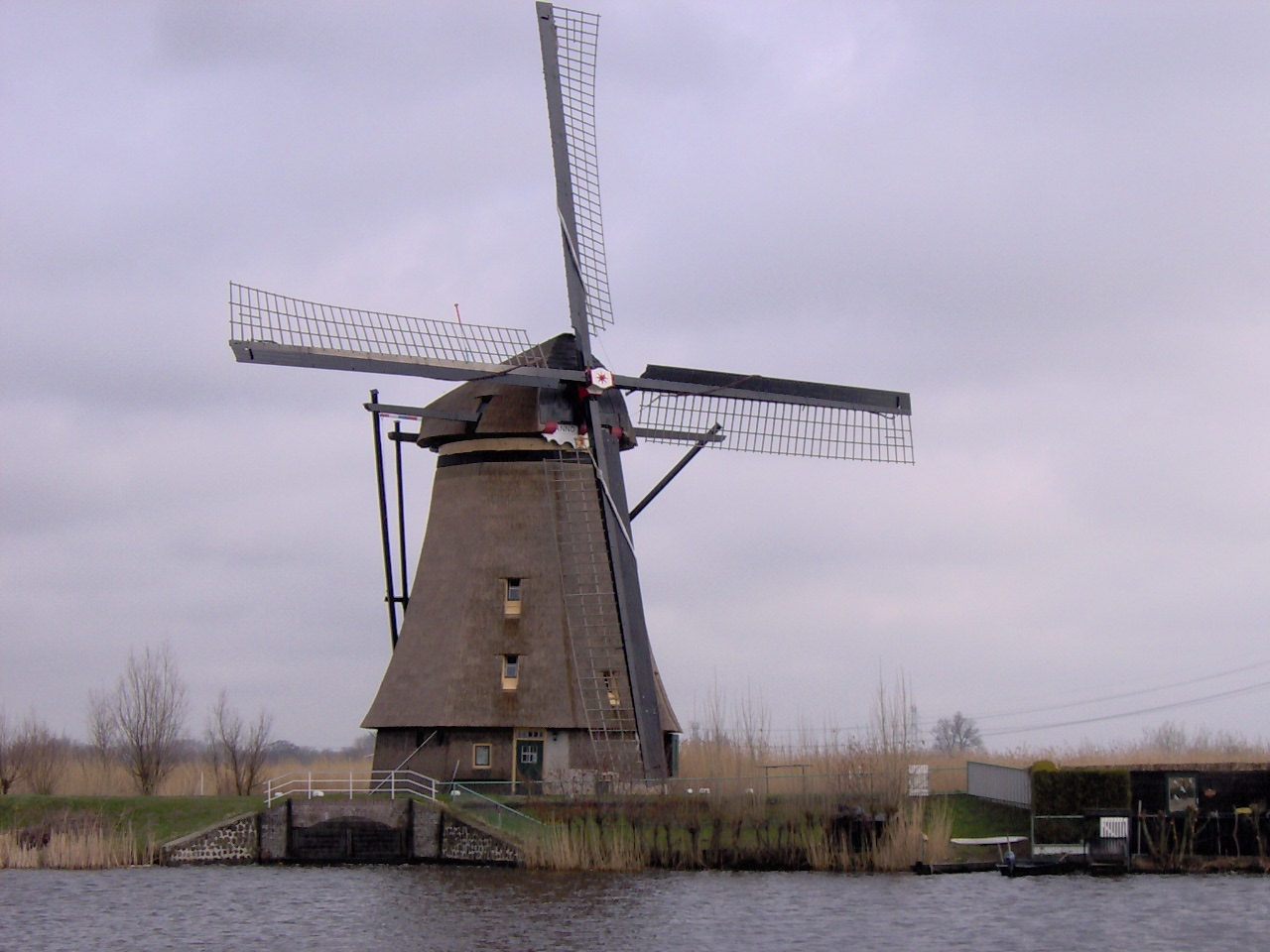
Moulin octogonal à calotte.

### Système de pompage de l'eau
Dans les moulins, une roue à aubes, dont la partie inférieure tourne entre deux murs de pierre, se charge d'amener l'eau dans un bassin surélevé jusqu'à une hauteur maximum de 1 m. La rotation de la roue fait remonter l'eau du polder, qui est projetée au-dessus d'un palier. La pression de l'eau projetée ouvre la porte en fer de l'écluse, appelée "porte de garde". Dès que le moulin s'arrête, l'eau du bassin qui se trouve à un niveau plus haut, en voulant refluer, referme cette porte.
Le moulin de polder se compose d'une tour en briques ou en bois, chapeautée par une calotte rotative. Celle-ci abrite l'arbre principal, auquel sont fixées les ailes. La calotte est montée sur un rail de roulement et, en la faisant pivoter, on peut placer les ailes face au vent. Les moulins surmontés d'une petite calotte qui seule peut pivoter sont appelés Bovenkruier.
La calotte est orientée à partir du sol. À cet effet, une lourde poutre, la queue, qui atteint presque le sol, est fixée à l'arrière de la calotte. Pour éviter les torsions, la calotte est traversée par deux poutres horizontales, dont les quatre extrémités sont attachées à la queue par de longs étais. Une roue solide, fixée au bout de la queue, permet d'enrouler une chaîne dont l'extrémité est fixée à un lourd poteau de chêne, et ainsi de faire pivoter la calotte et les ailes.

### Ailes du moulin
Une fois qu'il a placé les ailes face au vent en faisant pivoter la calotte, le meunier doit tirer le meilleur profit du vent.
Tous les moulins ont quatre ailes, constituées de deux longues poutres creuses. De nos jours ces poutres sont généralement en métal. Les poutres traversent l'une derrière l'autre la tête de l'arbre moteur du moulin. Ces deux poutres sont appelées respectivement la vergue extérieure et la vergue intérieure. La vergue intérieure est celle qui se trouve le plus près du corps du moulin. Les deux vergues sont incurvées, la vergue intérieure un peu plus que la vergue extérieure, afin de tourner autant que possible sur un seul plan. Des lattes sont fixées sur l'un des côtés de la vergue dans des ouvertures situées à égale distance les unes des autres. Ces lattes sont reliées les unes aux autres par trois autres longues lattes, cotrets ou lattes intermédiaires, placées parallèlement à la vergue. Vergues, lattes et cotrets forment ensemble quatre surfaces légèrement hélicoïdales. Si elles étaient plates et faisaient perpendiculairement face au vent, celui-ci ne pourrait pas les faire tourner.

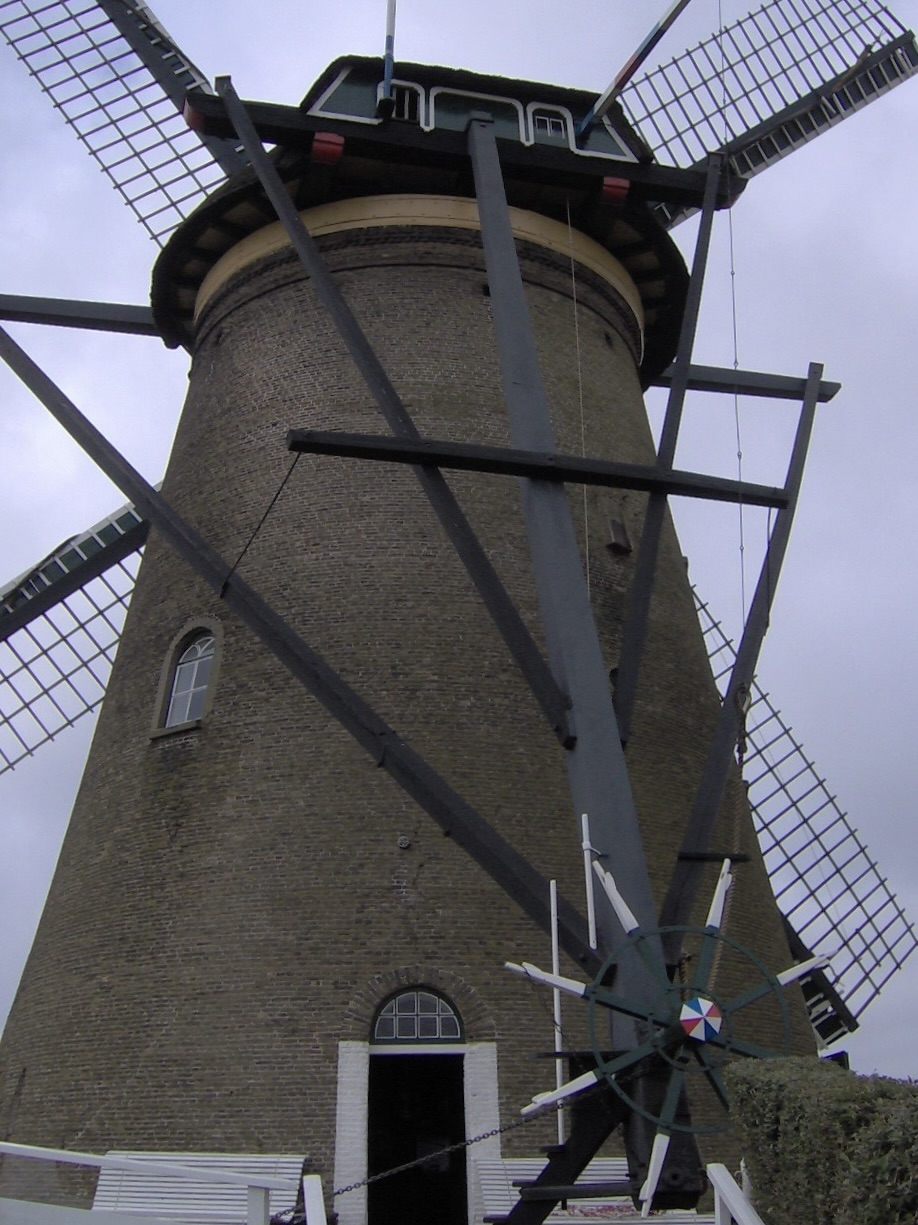
Système de pivotement de la calotte.

Les ailes sont tendues de toile qui, selon la force du vent, est entièrement ou partiellement déroulée. Par vent moyen, la toile est entièrement déroulée et l'on dit que le moulin "marche en tête". Par vent fort, la toile n'est qu'à demi déroulée et lors des tempêtes, les ailes tournent sans toiles et on dit que le moulin "marche jambes nues". C'est aussi par ce moyen que les ailes tournent lentement ou rapidement.
Un système de freinage qui agit sur la face externe du rouet à alluchons, lui-même fixé à l'arbre moteur dans la calotte, permet d'arrêter un moulin ou de le maintenir à l'arrêt. Ce système peut être comparé aux freins à tambour d'un train. Un certain nombre de morceaux de bois de saule recourbés, reliés entre eux, sont fixés sur tout le pourtour lisse du rouet. Lorsque le frein n'est pas utilisé, les morceaux de bois laissent la roue tourner librement. Lorsque le meunier doit arrêter son moulin, il peut d'en bas, en tirant sur une corde, le hardeau, refermer ces morceaux de bois sur la roue, ralentissant ainsi le mouvement des ailes jusqu'à ce que le moulin finisse par s'arrêter.
Les moulins ont toujours deux portes l'une en face de l'autre. Quel que soit le côté où se trouvent les ailes, l'accès était toujours possible, sans mise en danger, lors de l'activité des ailes.

### Moteur
En haut de la calotte se trouve l'arbre moteur. À l'endroit où il traverse la calotte, il repose sur une lourde poutre de bois, appelée le sommier. Ce dernier doit aussi supporter le poids des verges qui sont fixées à l'arbre moteur, juste en dehors de la calotte. Sous le collet de l'arbre moteur se trouve un morceau de pierre de taille légèrement excavé, le marbre, sur lequel tourne l'arbre moteur. L'extrémité de l'arbre moteur, qui de par la légère inclinaison des ailes du moulin est également incliné, tourne dans une deuxième pierre que l'on appelle le heurtoir.
Le mouvement de l'arbre moteur se transmet à un axe vertical en bois appelé gros fer ou vertical. La transmission du mouvement est répercutée par une grande roue de bois, le rouet, qui enserre l'arbre moteur. Le rouet est pourvu d'alluchons, des dents en bois, qui s'engrènent dans les fuseaux de bois d'une lanterne, fixée au sommet du gros fer. En tournant, celui-ci transmet le mouvement rotatif et la force du vent à un autre engrenage, au bas du moulin, qu'entraîne à son tour une autre grande roue, la roue inférieure. Celle-ci est fixée au même essieu que la roue à aubes. Lorsque le vent fait tourner les ailes, la roue à aubes tourne également, entraînant l'eau du polder.
Chaque fois que les ailes du moulin font deux tours, la roue à aubes en fait un. Plus les ailes tournent vite, plus la quantité d'eau déplacée est élevée. Plus le niveau auquel l'eau doit être portée est élevé, plus il faut de force pour ouvrir la porte de l'écluse et évacuer l'eau.

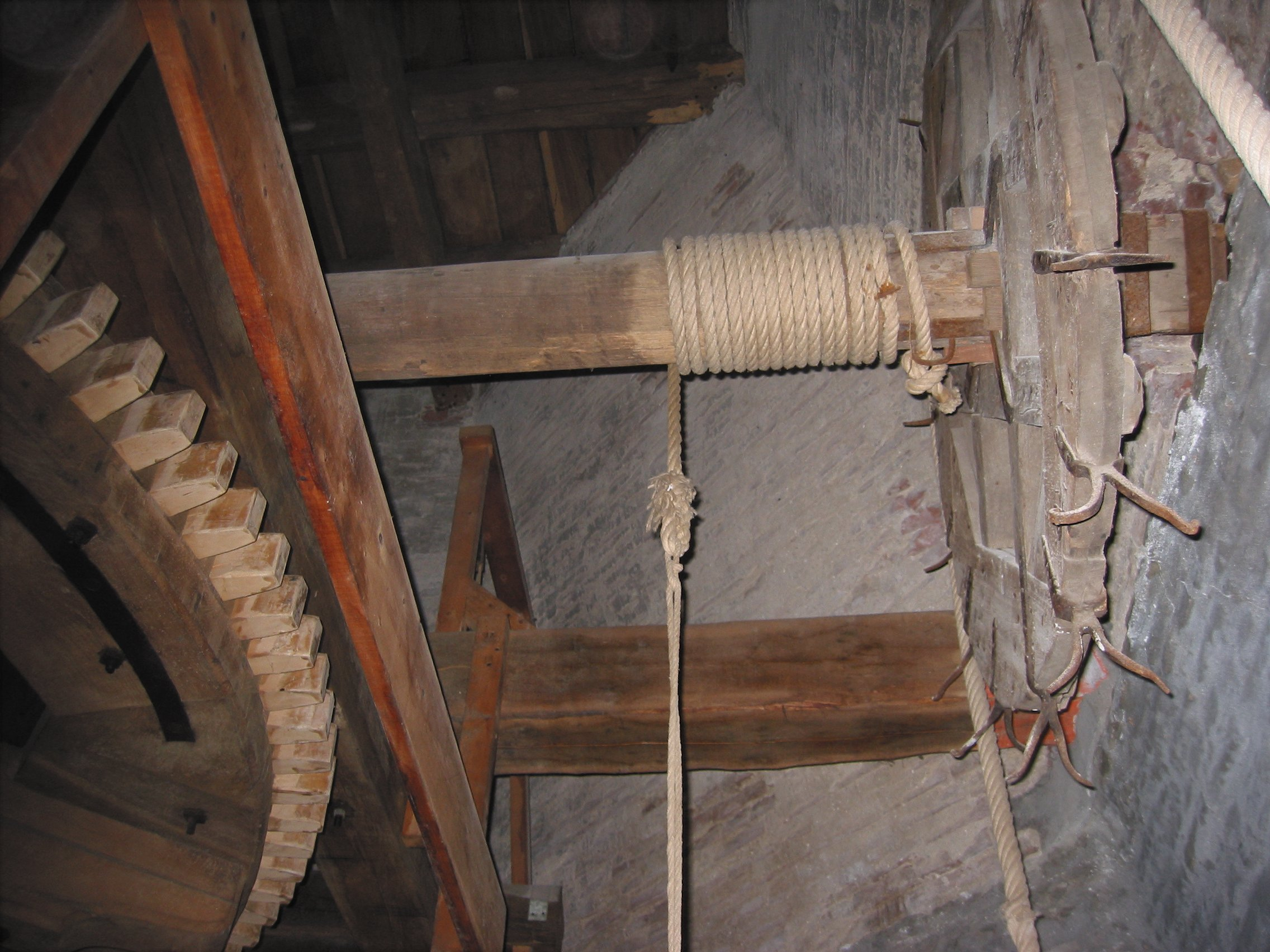
Hardeau ou tiree-sac.
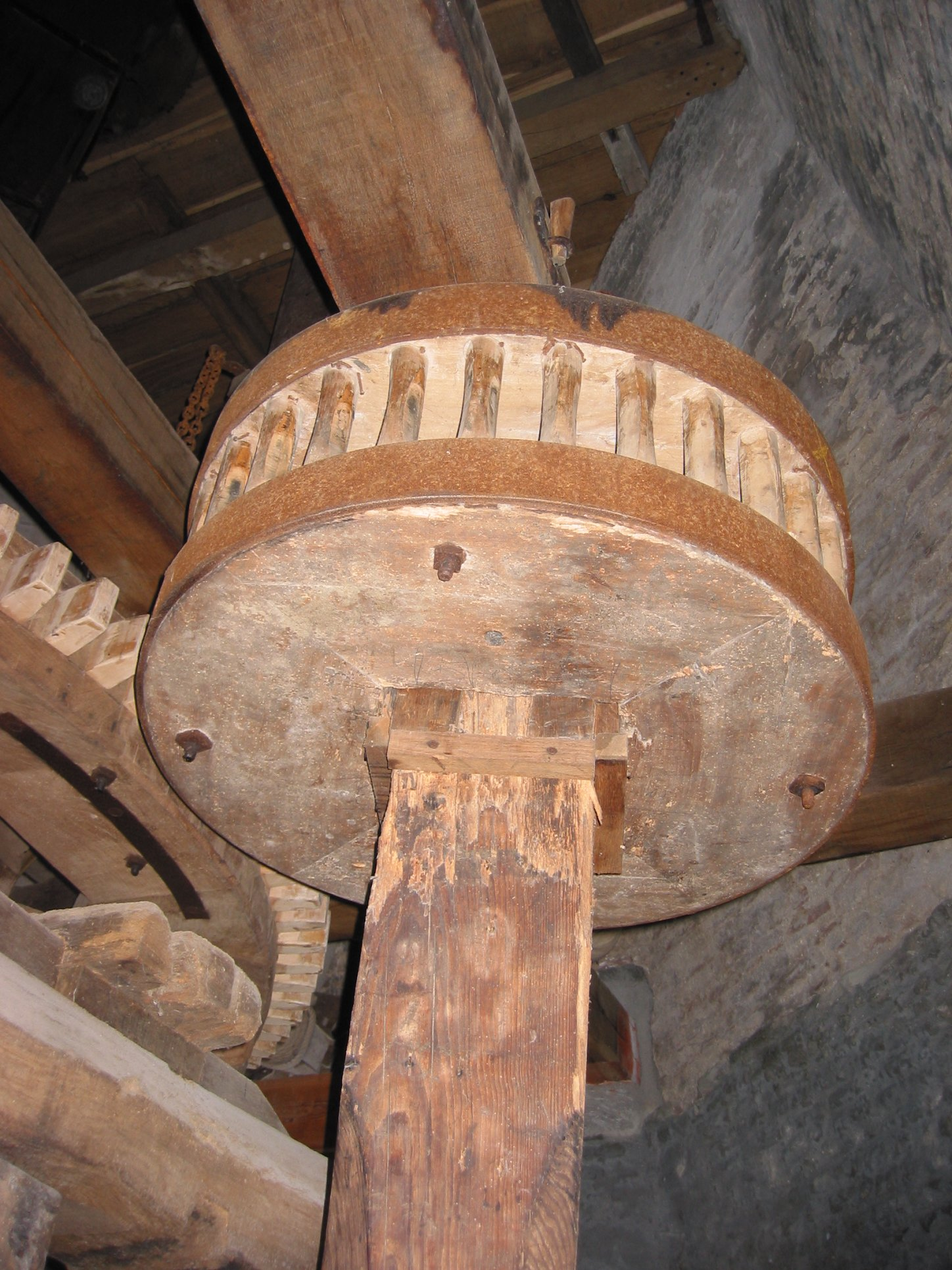
lanterne et gros fer.
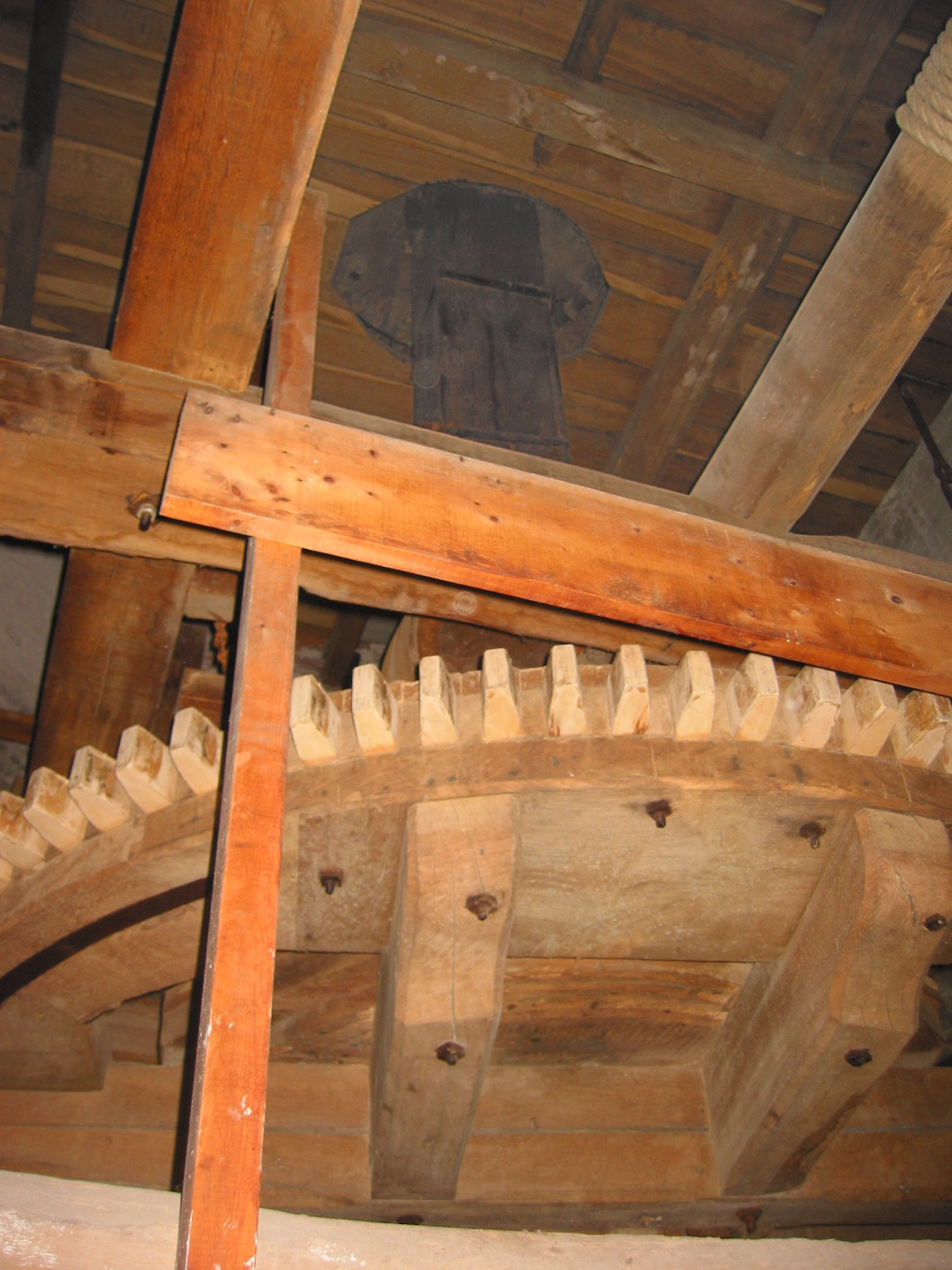
Rouet.
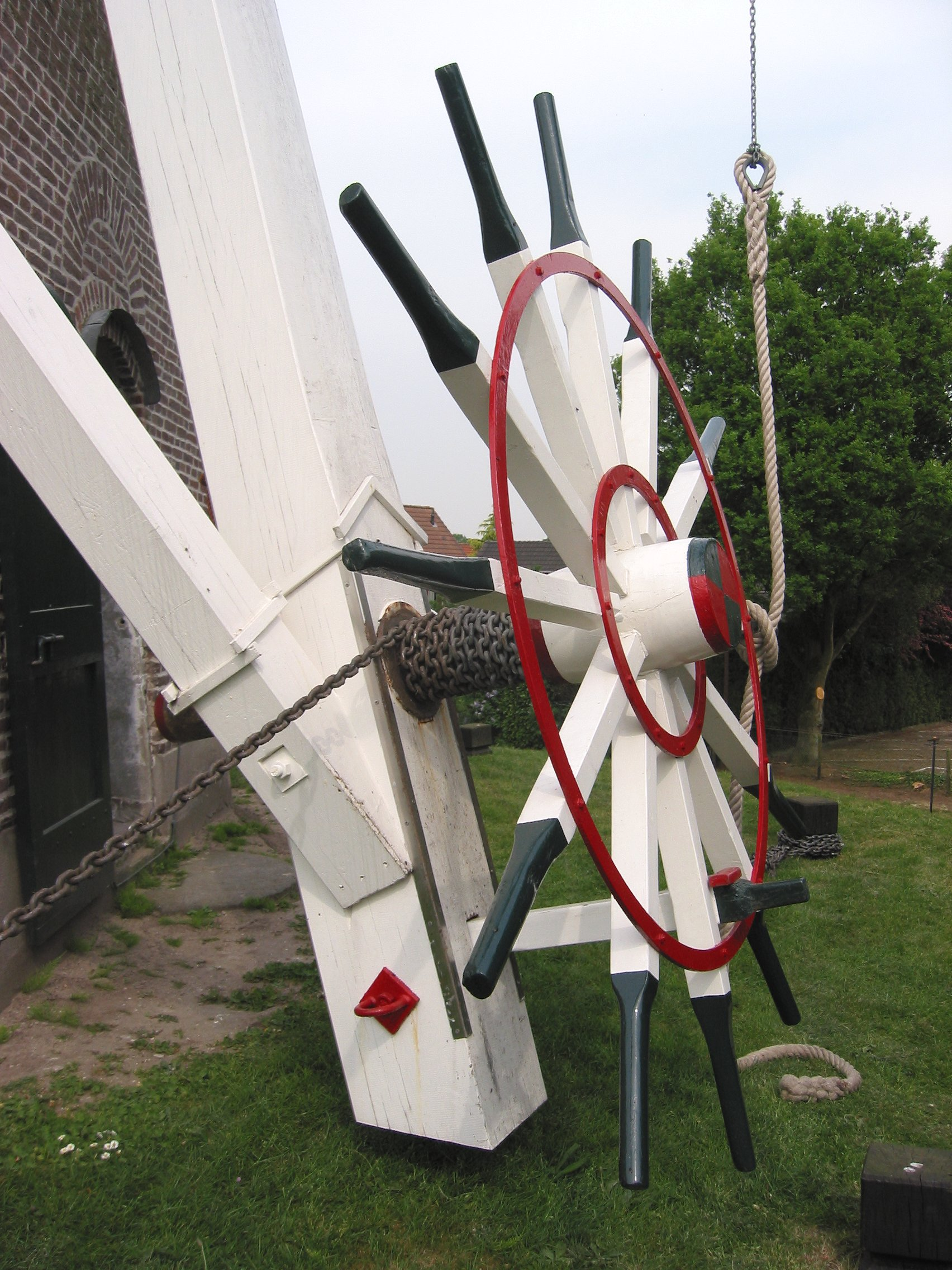
Roue de pivotement.

## Meuniers

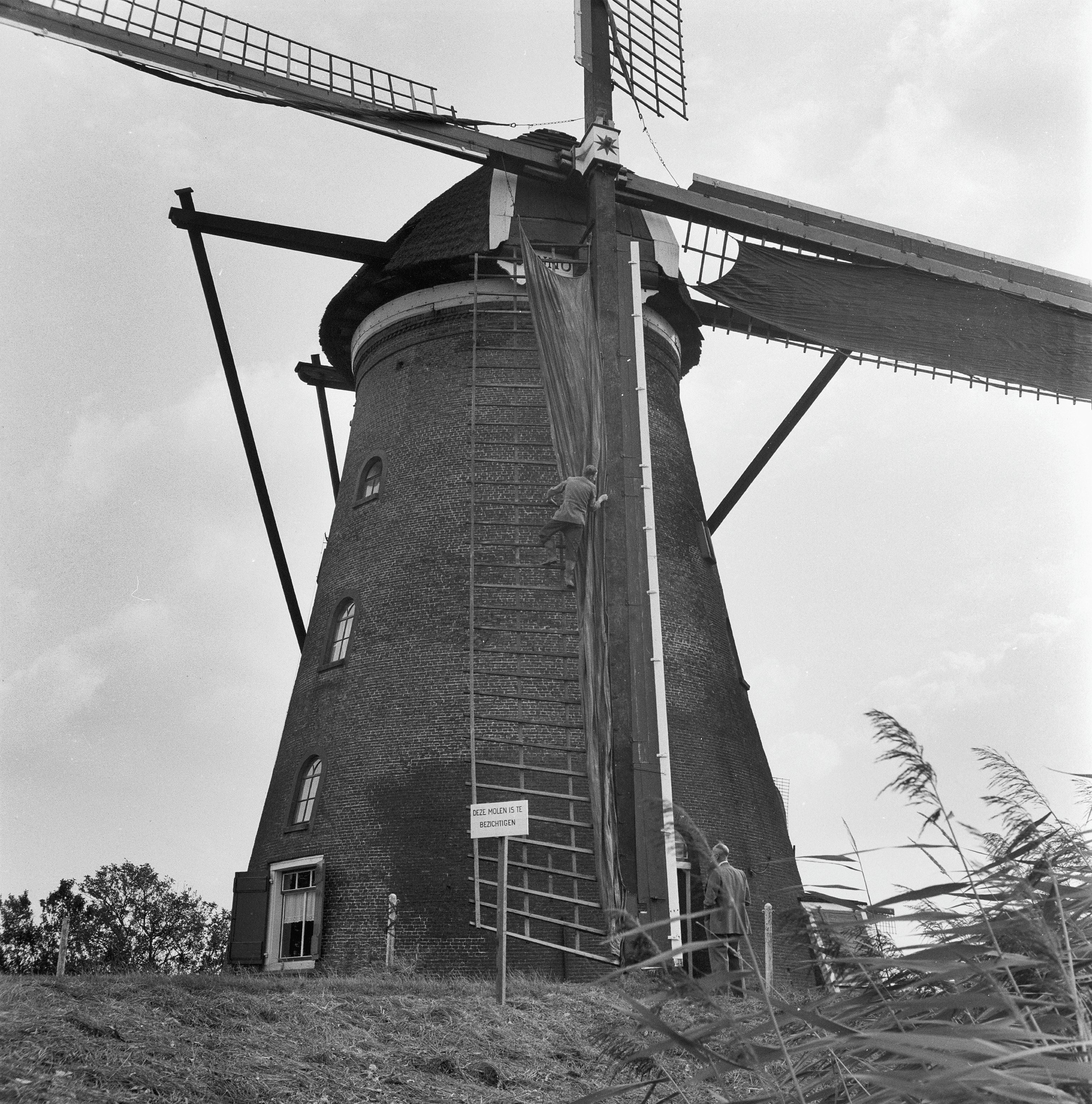
Moulin numéro 2 de Nederwaard : les ailes sont posées par le meunier à partir du sol (1957).

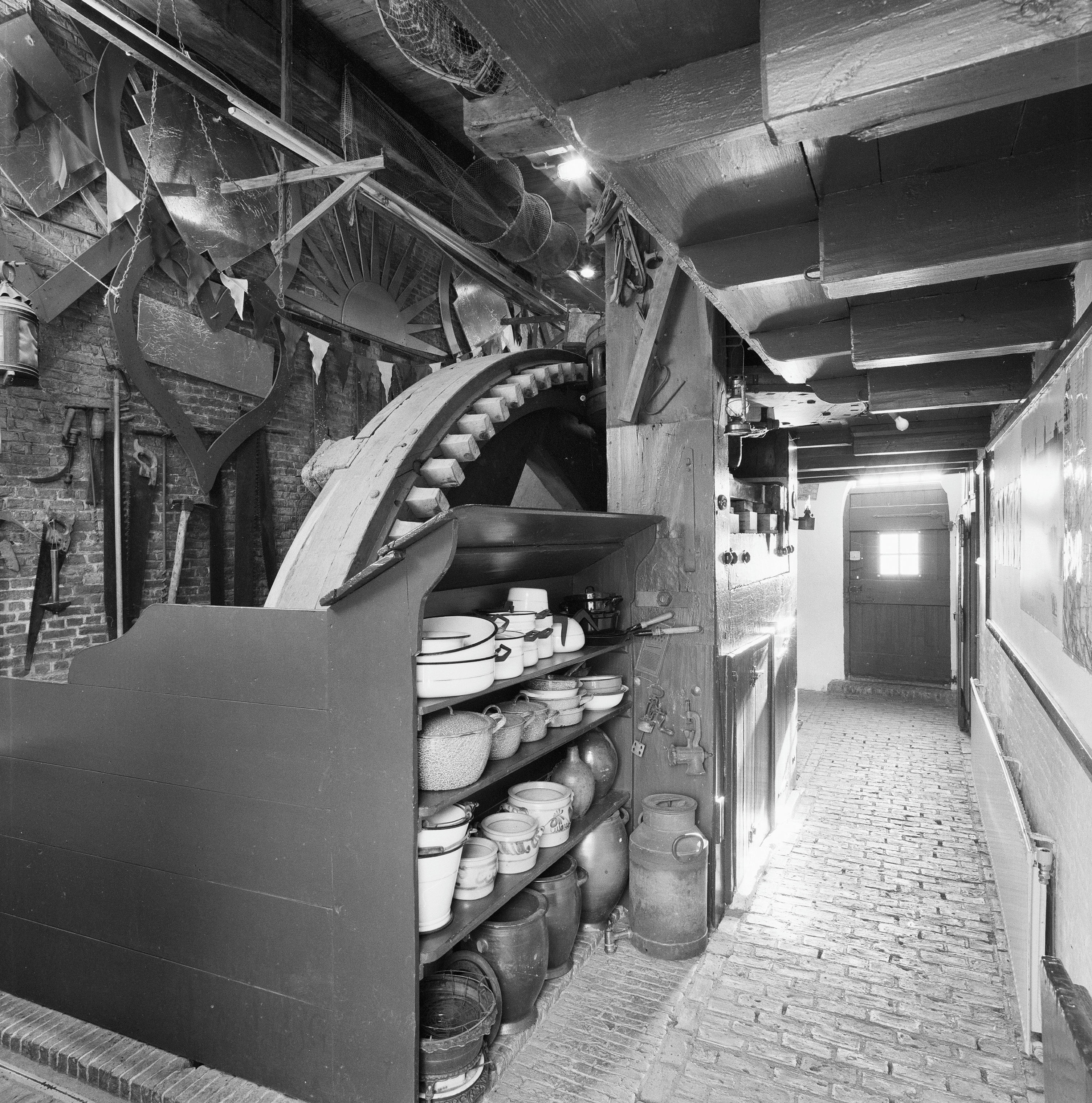
Intérieur d'un moulin de Kinderdijk (musée, 2009).

### Responsabilités
Dès leur conception, les moulins sont habités. La tâche du meunier est de maintenir l'eau au niveau désiré et d'entretenir le moulin en conséquence. Ainsi, ils doivent entretenir l'intérieur de leur moulin, et gérer les ailes, leur direction en fonction des vents, et leur fonctionnement. Par exemple, quand le vent souffle trop fort, les ailes doivent être stoppées car les frottements trop intensifs des parties en bois peuvent provoquer des incendies. Ils doivent entretenir les toiles fixées sur les ailes des moulins. Leur métier est contraignant.
L'un des moulins de l'ensemble est le moulin de niveau ou de référence (peilmolen). Son meunier (peilmolenaar) était responsable du contrôle du niveau des bassins. Il soit déterminer si les moulins doivent arrêter de tourner et si les autres meuniers doivent par conséquent stopper les ailes de leur moulin. Autrefois, le meunier de niveau arrêtait ses ailes de moulin dans une position convenue pour donner le signal aux autres meuniers de stopper leur travail. Ce système de communication a fonctionné dans la région, avant l'arrivée des téléphones.
La plupart des meuniers ne travaillaient pas la nuit, sauf ceux qui opéraient sur les moulins à roue à palettes (scheprad) dont la vigilance à l'égard des phénomènes météorologiques était constamment requise.

### Revenus
Les meuniers ne produisent pas un produit qu'ils peuvent vendre, c'est pourquoi dès la création des moulins, les meuniers sont rémunérés annuellement par les offices des eaux et ils ne paient pas de loyer pour l'espace qu'ils habitent dans le moulin. Leur salaire autrefois n'était pas suffisant pour faire vivre leur famille et presque tous les meuniers avaient d'autres activités leur procurant des ressources complémentaires, comme la coupe et la vente de roseaux en automne, ou le travail dans les fermes avoisinantes. Ils pratiquaient principalement la pêche de l'anguille à marée basse ou des nombreux poissons présents dans les rivières du polder, comme le saumon. Ils chassaient les animaux dont ils pouvaient vendre la peau, comme les taupes pour leur fourrure d'hiver, les putois, ou la belette blanche dont la valeur de la peau représentait l'équivalent d'un mois de salaire du meunier.

### Famille
La plupart des moulins du site de Kinderdijk sont toujours habités par les meuniers et leurs familles. L'espace habitable dans le moulin est très restreint et soumis à un important vacarme et tangage lorsque les ailes tournent à plein régime. Autrefois, avant l'arrivée de l'électricité et autres avancées technologiques, la vie dans les moulins était difficile. La femme du meunier ne participait qu'exceptionnellement au fonctionnement du moulin. Par tradition, elle s'occupait des tâches domestiques et surveillait les enfants. Les jeunes enfants en particulier peuvent être frappés par les ailes des moulins qui sont très basses souvent confinés à l'intérieur du moulin ou bien pouvaient sortir en étant attachés à une corde pour ne pas aller trop loin et être victime des ailes du moulin. La famille du meunier s'occupait aussi d'un grand potager et d'animaux (chèvres, cochons, poules) pour leurs propres besoins ou pour la vente.

## Maisons communales

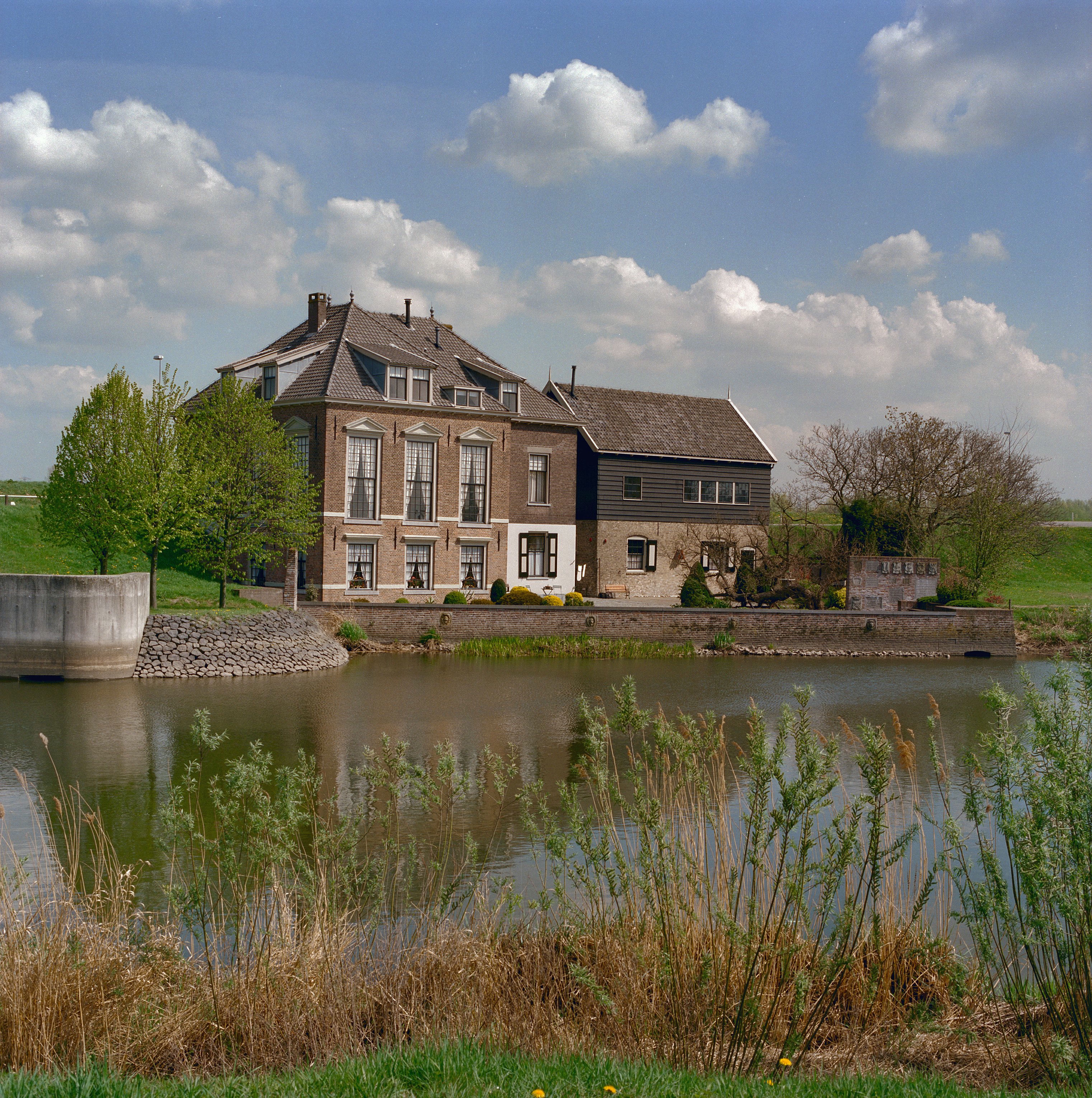
La maison communale d'Overwaard.

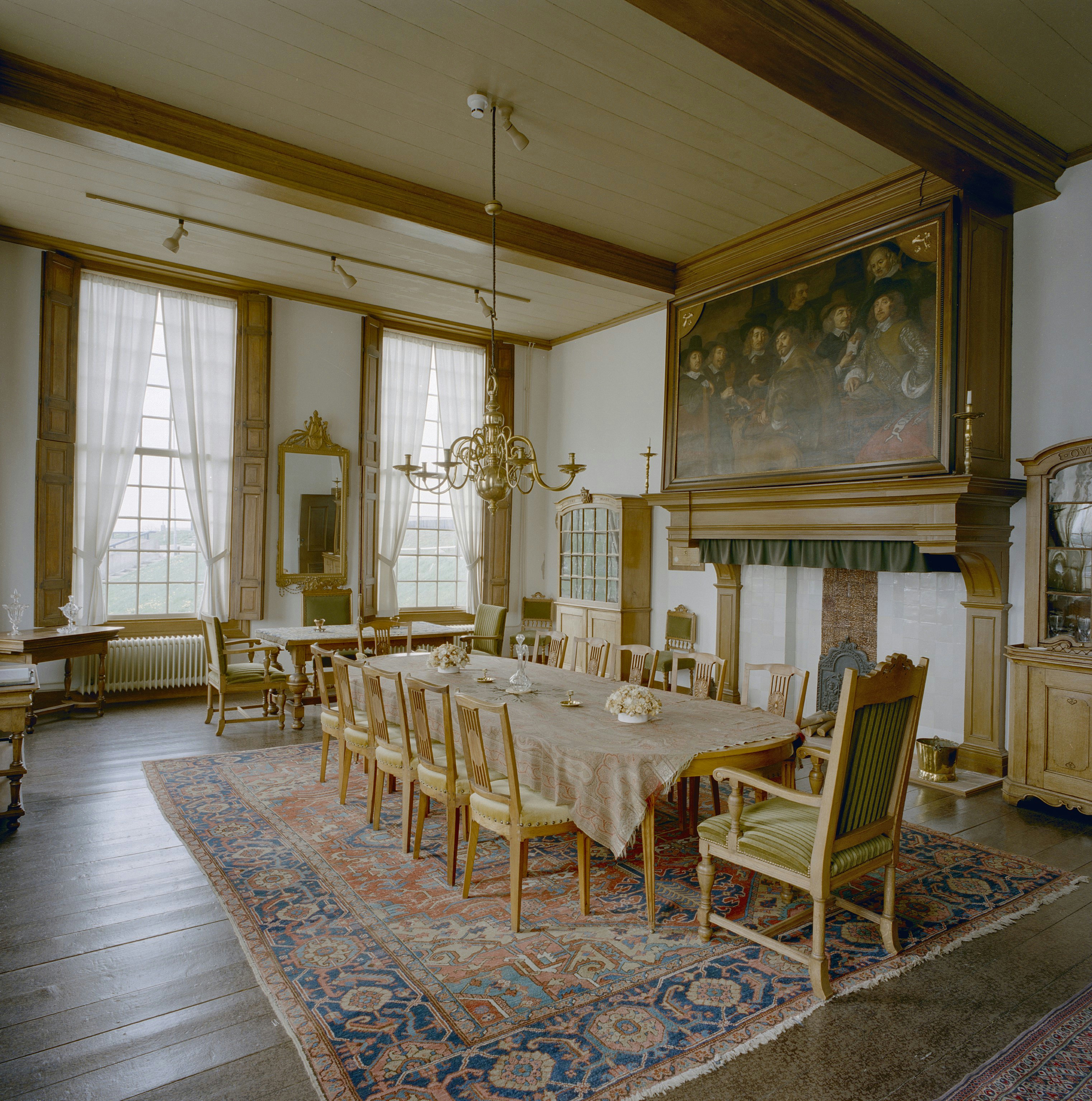
Salle de réunion de la maison communale d'Overwaard située au 238 Molenstraat.

Les offices des eaux tenaient des réunions dès qu'un danger d'inondation menaçait, dans la maison communale. Le site de Kinderdijk compte deux maisons communales.
La maison communale d'Overwaard date de 1581 et a été utilisée comme endroit de réunion après sa rénovation en 1644 : une large salle de réunion avec une vue sur le paysage fut construite. En 1740, une nouvelle rénovation permit la vue sur les moulins d'Overwaard. Cet établissement fait l'objet d'une inscription au titre de monument national le 7 mai 1968.
Une seconde maison communale fut construite pour l'office des eaux de Nederwaard, en 1630. Elle est accessible aux visiteurs du site et abrite un restaurant.

## Patrimoine mondial Unesco
En 1997, le réseau de moulins de Kinderdijk-Elshout est inscrit sur la liste du patrimoine mondial de l'UNESCO, reconnaissance officielle de l'importance de la gestion et de la conservation de cette région. Le site de Kinderdijk est unique pour plusieurs raisons. Il ne se trouve nulle part ailleurs autant de moulins aussi bien conservés et en aussi grand nombre. Le site illustre la longue histoire de la maîtrise des eaux et lutte contre les inondations aux Pays-Bas depuis le Moyen Âge. Dans un périmètre de quelques kilomètres carrés, de nombreux systèmes de maîtrise de l'eau sont représentés : les moulins, leurs ailes, les pompes à vapeur, les machines électriques, les stations de pompage à diesel avec leurs vis remontantes ainsi que le système informatique gérant la circulation d'eau du site.
Les moulins sont gérés par la fondation Kinderdijk World Heritage Fundation.

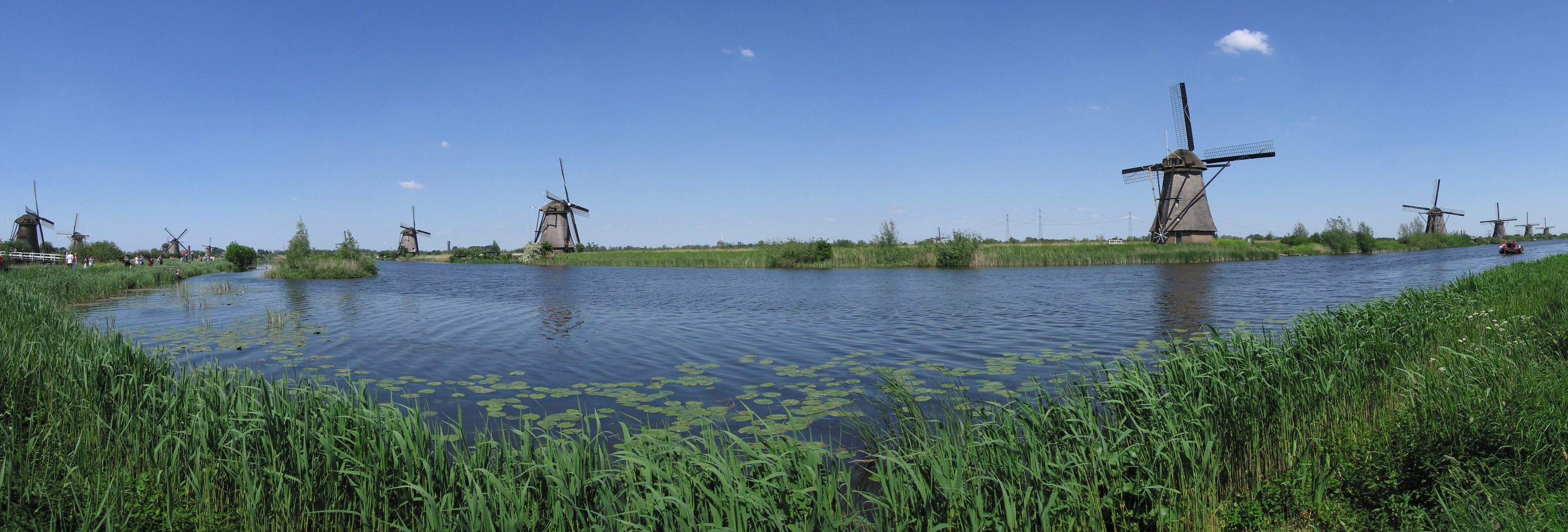
Panorama de Kinderdijk.

## Patrimoine naturel
Le site naturel de Kinderdijk, appelé « Boezems Kinderdijk », recouvrant la majeure partie du territoire villageois (soit 340 ha), appartient au réseau Natura 2000 depuis le 24 mars 2000,. Ce classement est doublé d'une zone de protection spéciale des oiseaux. Plusieurs espèces aviaires protégées, notamment des oiseaux nicheurs, ont été répertoriées sur le site. Parmi les espèces aviaires recensées, le Boezems Kinderdijk abrite les niches écologiques du Héron pourpré (Ardea purpurea), qui comptait une population de 115 couples en 2007 ; de la Marouette ponctuée (Porzana porzana), dont la population a été estimée à 7 couples en 2008 ; de la Guifette noire (Chlidonias niger), qui compte une population d'environ 40 couples ; de la Locustelle luscinioïde (Locustella luscinioides), dont la population s'élève à 9 couples ; du Canard siffleur (Anas penelope), qui compte environ 3 700 individus ; du Canard chipeau (Anas strepera), dont la population a été estimée à environ 90 individus ; et du Canard souchet (Anas clypeata) qui compte près de 30 individus. Les nombreux polders et zones marécageuses présents à Kinderdijk confèrent à son territoire des écosystèmes propices à la reproduction et à l'établissement saisonnier de ces espèces d'oiseaux.

Espèces avaires protégées sur le site de Boezems Kinderdijk
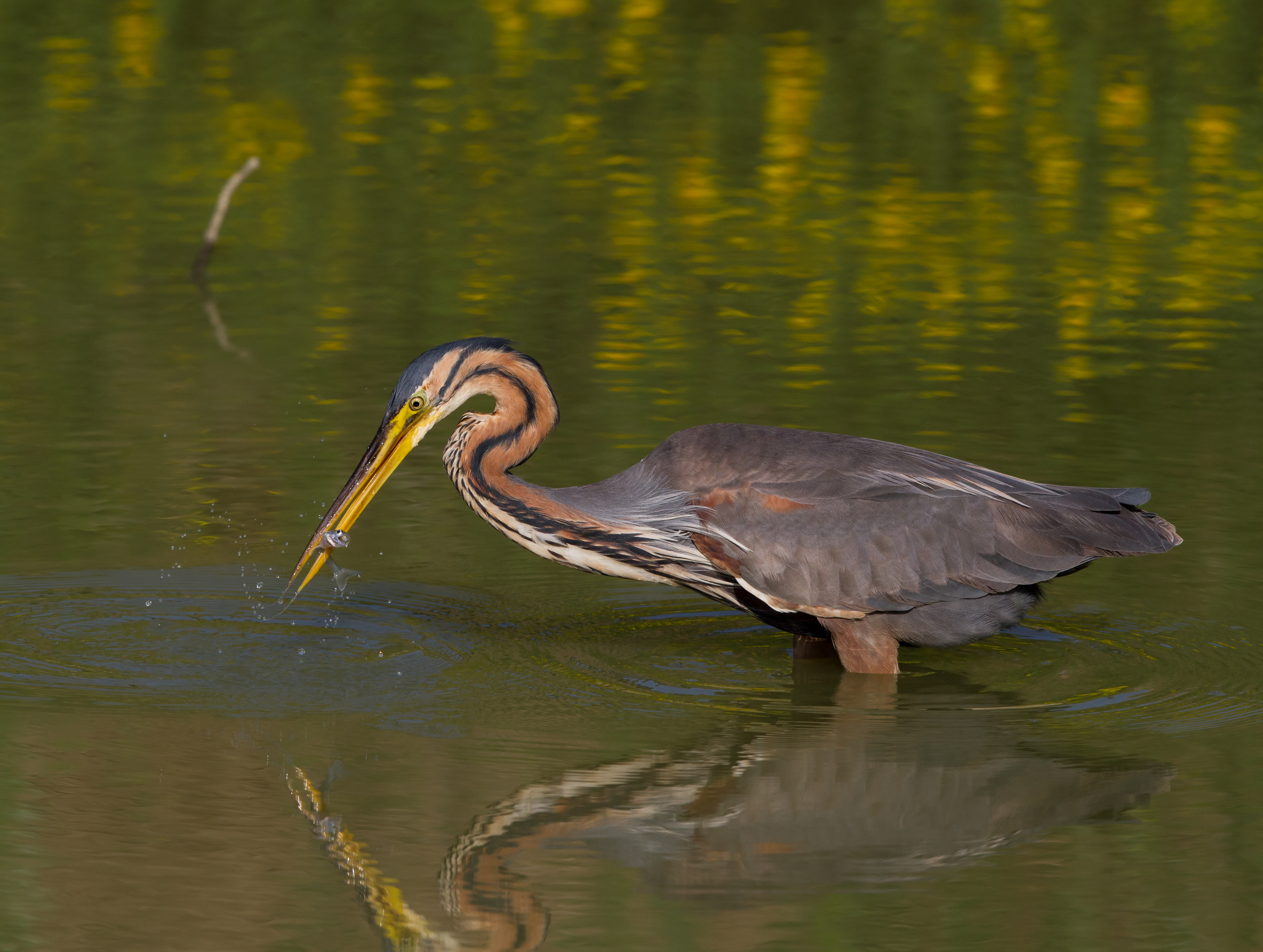
Le Héron pourpré.
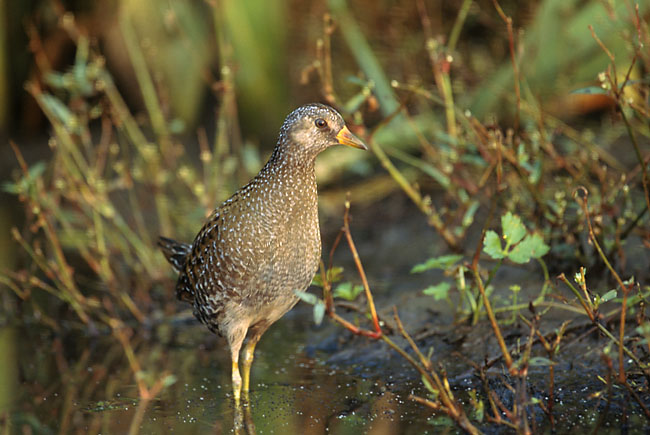
La Marouette ponctuée.
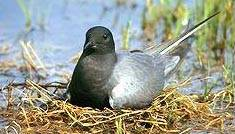
La Guifette noire.
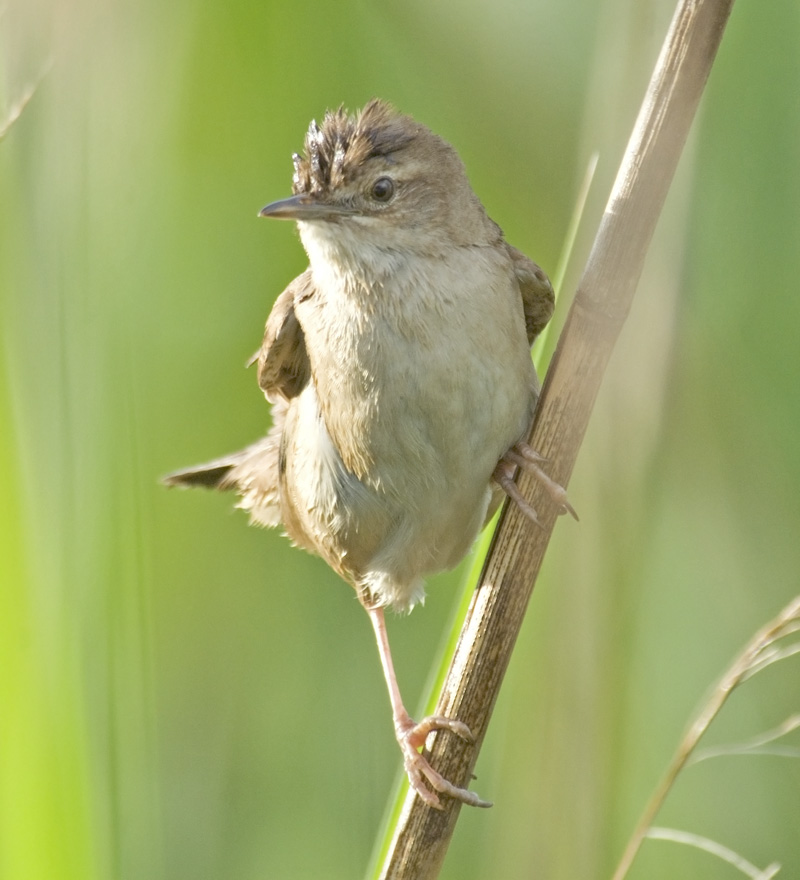
La Locustelle luscinioïde.
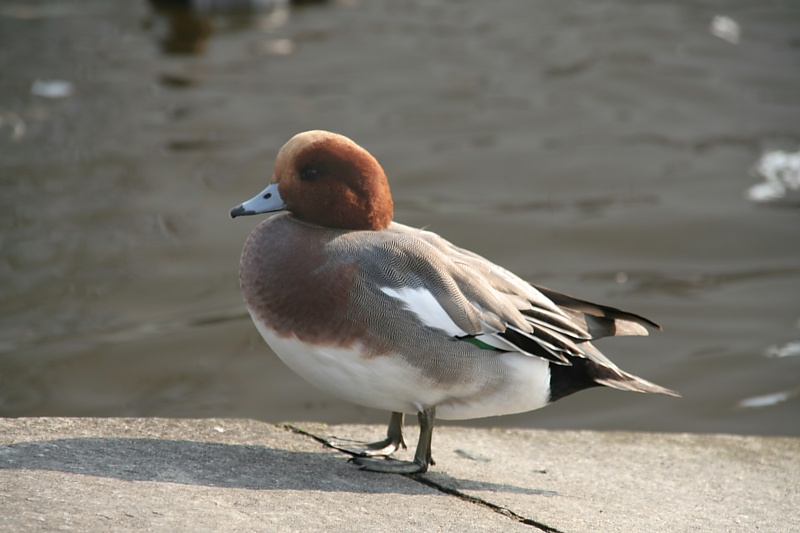
Le Canard siffleur.
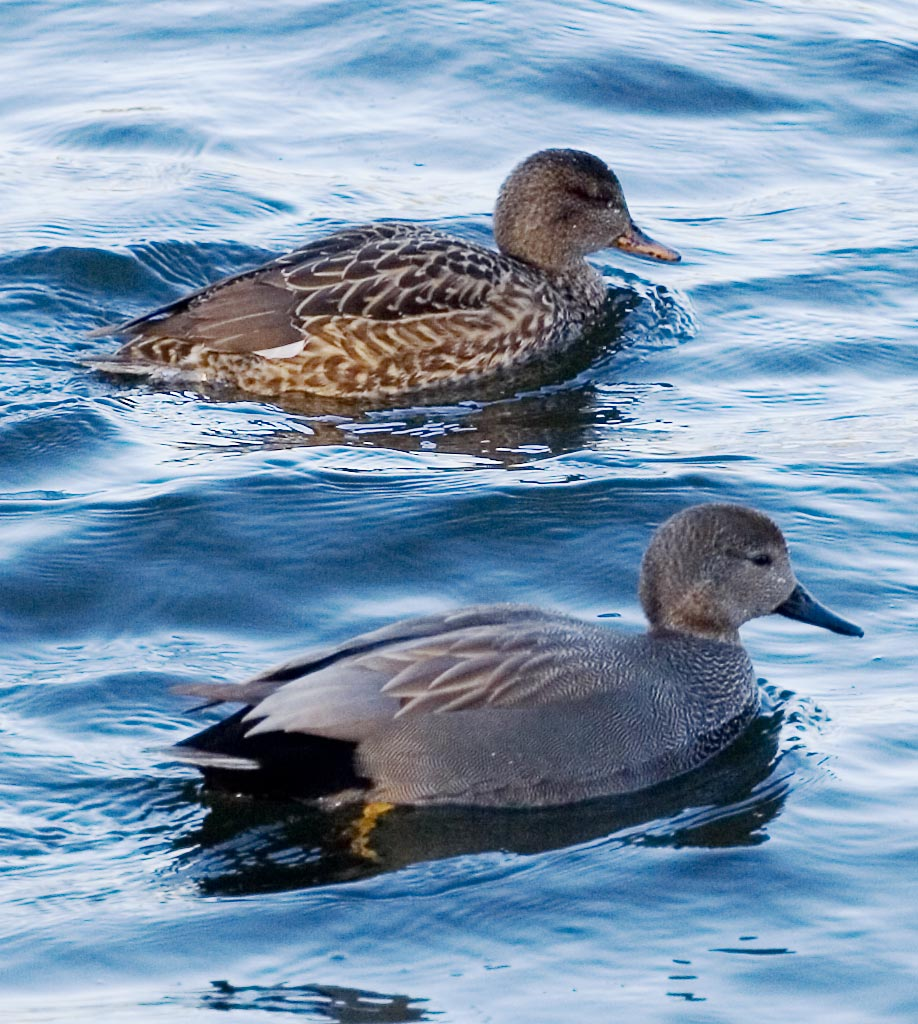
Couple de Canards chipeaux.
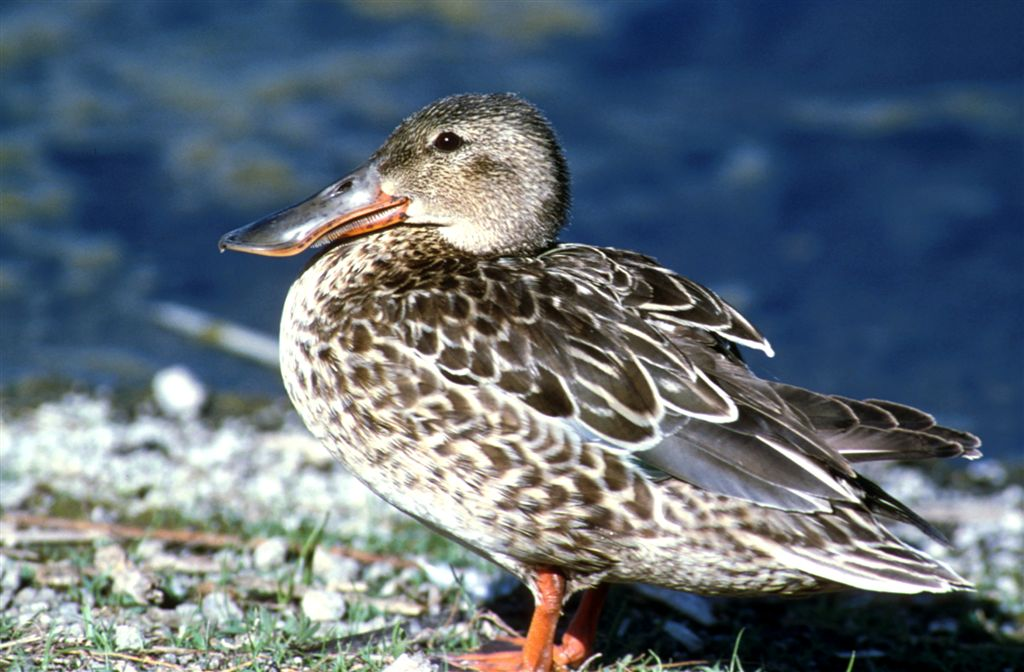
Le Canard souchet.

## Accès au site

### Visites

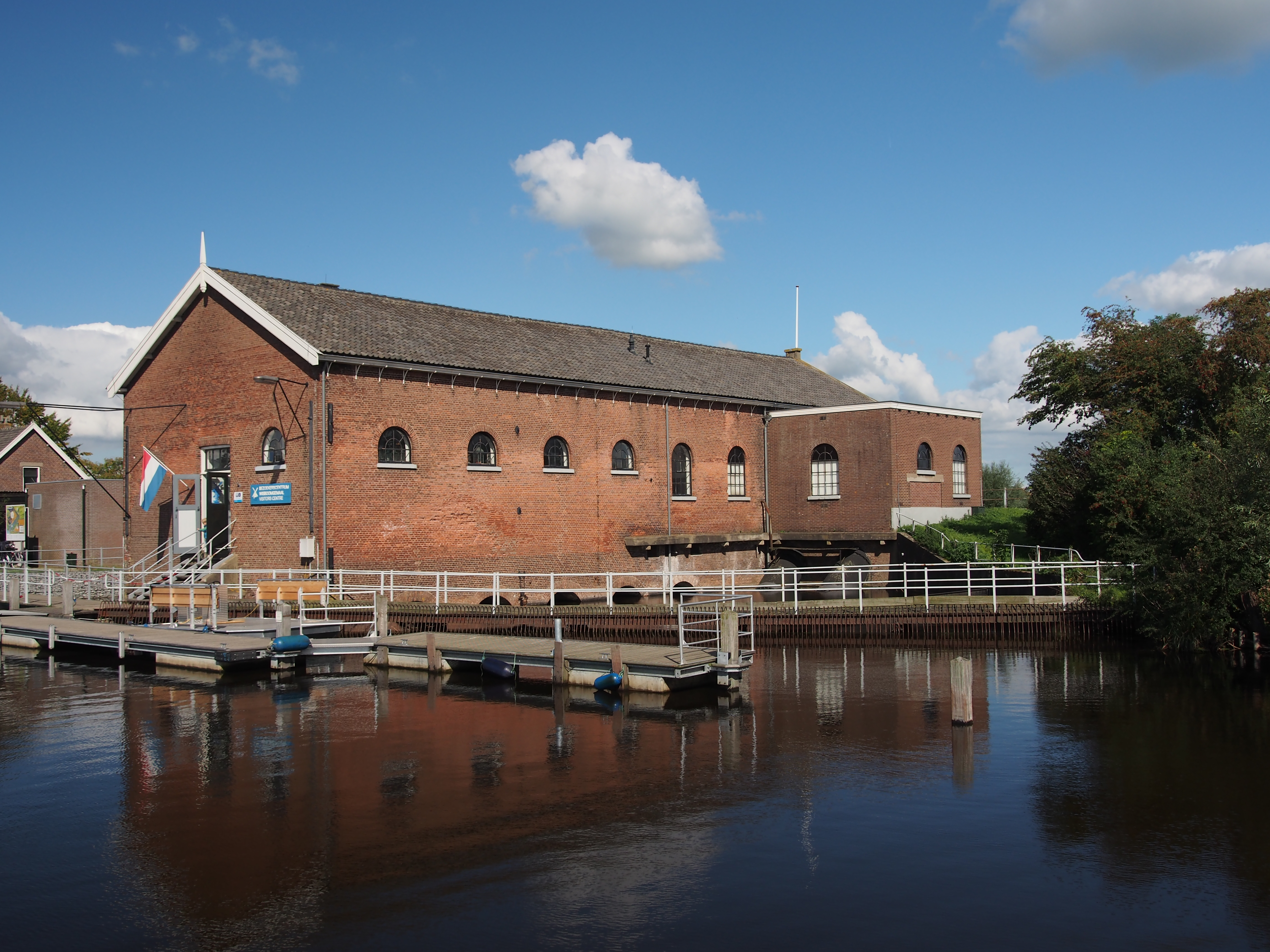
Bâtiment abritant le centre d'accueil de Kinderdijk.

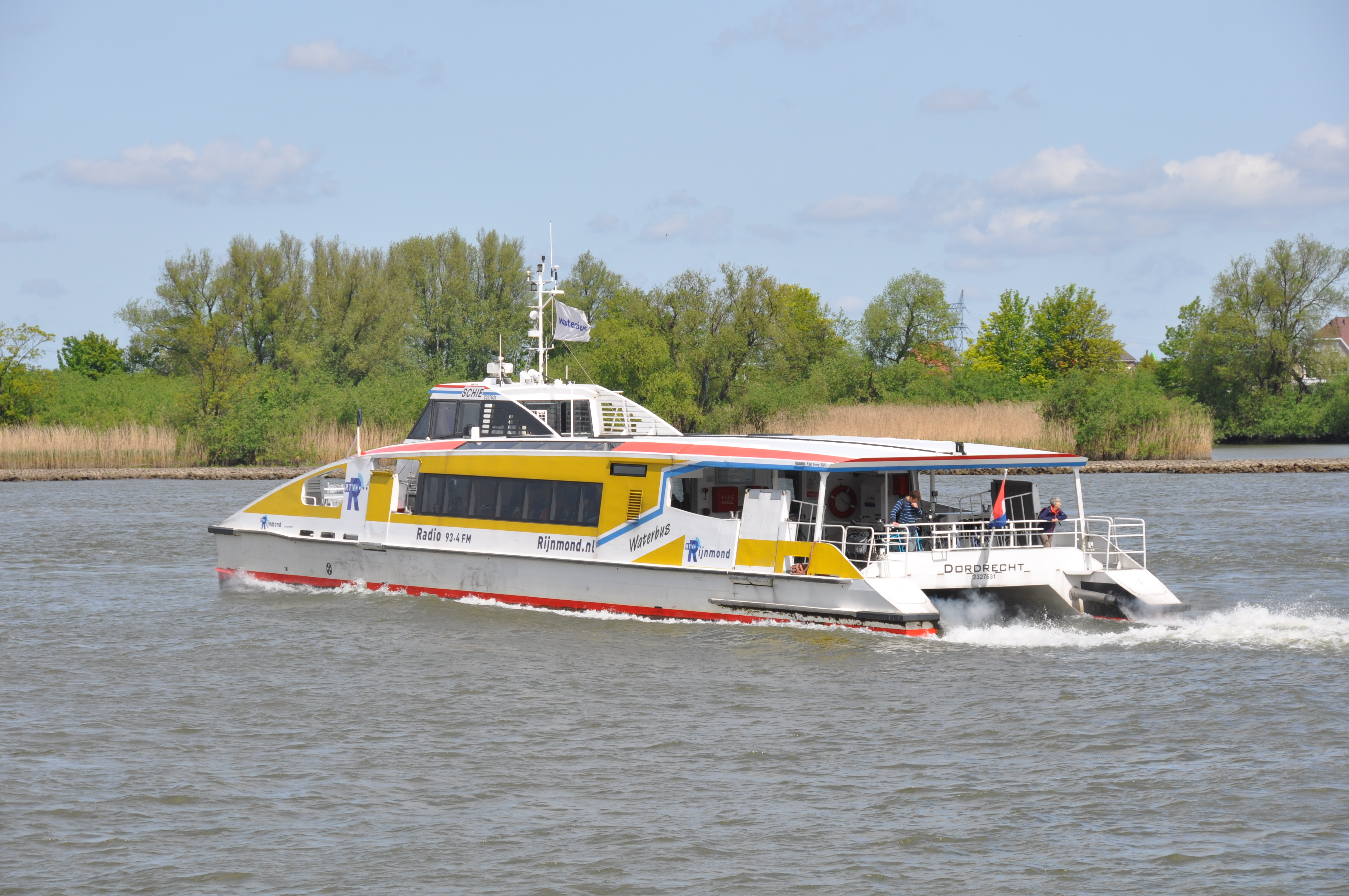
Waterbus du réseau Rotterdam-Drechtsteden.

Un centre d'accueil des visiteurs est localisé à l'entrée du site, dans l'ancienne station de pompage Wisboom. Les visiteurs peuvent y acheter un billet d'entrée qui leur donne également accès aux deux moulins musées du site, le moulin Nederwaard qui est un musée sur la vie dans les moulins, et le moulin moulin Blokweer, qui présente la meunerie. Un film de présentation est projeté dans le centre d'accueil. Des tours du site en bateau sont également proposés.

### Accès par la route
Le site est accessible par l'autoroute A15. Des emplacements de parking pour les voitures sont aménagés.
Il est possible également d'emprunter les transports en commun routiers : les lignes d'autobus 90 et 93 au départ de Rotterdam (station Rotterdam-Zuid), de Dordrecht (gare centrale) et d'Utrecht (gare centrale, côté Jaarbeurs).
Enfin, des pistes cyclables permettent un accès à bicyclette.

### Accès par voie d'eau
La ligne 202 du Waterbus Rotterdam-Drechtsteden dessert le site, au départ de Rotterdam (Pont Érasme) ou de Dordrecht.

## Anecdotes
Le village de Kinderdijk est le théâtre du troisième épisode du jeu vidéo Sly 3, sorti en 2005[réf. nécessaire].

## Pour approfondir